# البهائية في إيران
الديانة البهائية هي ديانةٌ عالميةٌ تأسست في الشرق الأوسط في القرن التاسع عشر. كان مؤسسوها وأغلبية أتباعها الأوائل من أصلٍ إيراني، ويُنظر إليها على نطاقٍ واسعٍ باعتبارها ثاني أكبر ديانةٍ في إيران بعد الإسلام. على الرغم من أن معظم البهائيين في إيران من أصولٍ إسلاميةٍ، إلا أن تحول أعدادٍ كبيرةٍ من الأفراد من اليهودية والزرادشتية في البلاد إلى المسيحية في القرن التاسع عشر موثقٌ جيدًا أيضًا.
يغطي التاريخ المبكر للدين البهائي في إيران حياة هؤلاء المؤسسين وعائلاتهم وأوائل أتباعهم البارزين المعروفين بأسماءٍ مشرفةٍ مثل حروف الحي وحواريو بهاءالله.
منذ نشأتها، شجعت الديانة البهائية تشكيل المحافل الروحانية المنتخبة ديمقراطيًا؛ وتعزيز التعليم الحديث كأولويةٍ داخل الأسرة (مع التركيز على تعليم الإناث)، وتشجيع المساواة بين المرأة والرجل بشكلٍ خاصٍ. أنشأ البهائيون الإيرانيون مدارس للبنات وتعاونياتٍ زراعيةٍ وعياداتٍ طبيةٍ في جميع أنحاء البلاد لأنفسهم وللآخرين. وتعتبر إيران أيضًا المكان الذي شهد أكبر اضطهادٍ للبهائيين، بما في ذلك الحرمان من التعليم العالي، والاعتقال التعسفي، والقتل. إن التاريخ الطويل للاضطهاد الذي مارسته الدولة الإيرانية ضد البابيين والبهائيين موثقٌ جيدًا. وقد جمع موقع "أرشيف الاضطهاد البهائي في إيران" آلاف الوثائق والتقارير والشهادات والصور ومقاطع الفيديو التي تكشف عن أدلةٍ على الجهود المبذولة لقمع البهائيين والقضاء عليهم، وخاصةً منذ الثورة الإيرانية عام 1979م.

## الأصول والسنوات الأولى

### الشخصيات المركزية

#### الباب
يرجع البهائيون أصل عقيدتهم إلى عام 1844م، عندما أعلن السيد علي محمد الشيرازي أنه رسولٌ إلهيٌ مكلفٌ بالتحضير لظهور "مَن يُظهِرُهُ الله"، والذي عُرف فيما بعد بـ بهاءالله. كان علي محمد من سلالة النبي محمدٍ. وُلد في 20 أكتوبر 1819م، وأطلق على نفسه لقب "الباب"، وهو لقبٌ دينيٌ يعني "البوابة"، مشيرًا إلى مكانته كـ"بوابةٍ روحيةٍ للمعرفة الإلهية"، ولمربيٍ أعظم سيرسله الله، وبذلك كانت مهمته تمهيد الطريق لظهوره الوشيك. كان الأساس الذي بنى عليه لاهوته هو أن عصرًا جديدًا في تاريخ البشرية قد بزغ، وخلاله ستّتضح وحدة جميع الأديان وطبيعتها التقدمية كمراحل متتاليةٍ من التوجيه من نفس الخالق.

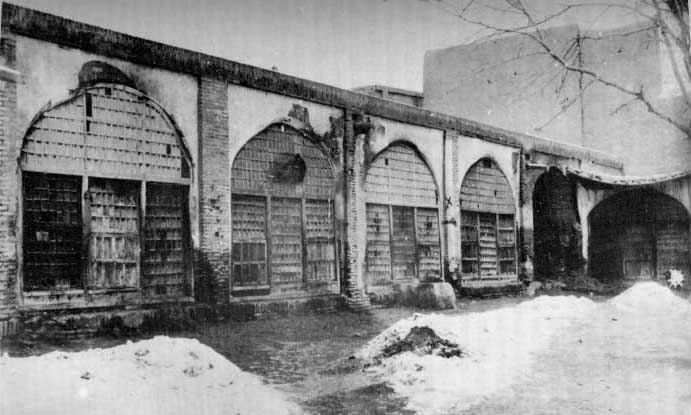
صورة تشير إلى المكان الذي تم فيه إعدام الباب برميه بالرصاص، على يد الحكومة القاجارية الإيرانية في تبريز

ومع انتشار تعاليم الباب، سرعان ما أصبح الآلاف أتباعًا له. بدأ رجال الدين الإسلامي بإثارة العداء تجاه الباب والعنف ضد أتباعه (المسمين بالبابيين). وأصرّ رجال الدين الشيعة على أن الوحي الإلهي قد انتهى بمحمدٍ، وندّد بأفكار الباب باعتبارها هرطقةً، كما صوروها على أنها مزعزعةٌ للاستقرار لصالح شاه بلاد فارس في زمن القاجار. ومن خلال التلاعب بدعم السلطات الخائفة، بدأ رجال الدين هؤلاء موجةً من الاضطهاد تغذيها الكراهية المتعصبة المتجذرة في التحيز الديني. ومع انتشار عمليات القتل في جميع أنحاء البلاد، أدت في النهاية إلى مذابح عشوائيةٍ راح ضحيتها ما يُقدّر بنحو 20 ألف بابيٍ. في محاولةٍ يائسةٍ للقضاء على إيمانه، أمر رئيس وزراء بلاد فارس بإعدام الباب علنًا؛ وتم رميه بالعديد من الرصاص وذلك في سوق تبريز في 9 يوليو 1850م أمام حشدٍ يُقدّر عدده بعشرة آلاف شخصٍ، في ظروفٍ وصفها شهود العيان الإيرانيون والدبلوماسيون الأجانب بأنها معجزةٌ. لقد استمر القمع ضد الدين في إيران دون هوادةٍ منذ ذلك الحين وحتى يومنا هذا.

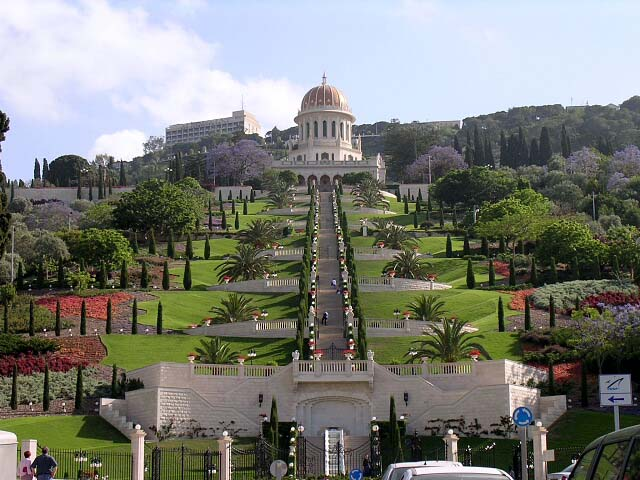
ضريح الباب الواقع في حيفا بإسرائيل، ويعد مكانًا مهمًا للحج للبهائيين في العالم.

أعلن الباب أنه كان أول مظهرين "توأم" من مظاهر الله أرسلهما الله لإعداد البشرية لعصر النضج، عندما يدرك الجنس البشري ككل الوحدة العالمية في النهاية. يعتقد البهائيون أن تعاليم الباب تضع الأساس "لإنشاء مجتمعٍ في نهاية المطاف يتميز بوحدة الأمم، وزمالة الأديان، والحقوق المتساوية لجميع الناس، ونظامٍ عالميٍ رحيمٍ، استشاريٍ، متسامحٍ، ديمقراطيٍ، وأخلاقيٍ". تتضمن تعاليم الباب إشاراتٍ إلى "من يُظهِرُهُ الله"، الموعود العظيم الذي كان الباب يعدّ له الطريق. وقد ذكر الباب في العديد من النبوءات أن المعلم الإلهي التالي سيظهر بعد وفاة الباب بفترةٍ وجيزةٍ. في أحد أهم أعماله، قال الباب: "طوبى لمن ركز نظره على أمر بهاءالله، وشكر ربه".

#### بهاءالله
كان حسين علي النوري من أوائل وأنشط أتباع الباب. اشتهر لأول مرةٍ بلقب "بهاءالله" (بمعنى "مجد الله ونوره") بين البابيين. وُلِد بهاءالله في 12 نوفمبر 1817م في طهران، وكان والده وزيرًا حكوميًا ثريًا يعود نسبه إلى ملوك الإمبراطورية الساسانية العظيمة. مع انتشار المذبحة الأولية ضد البابيين في جميع أنحاء إيران، نجا بهاءالله بفضل سمعته العامة المعترف بها في الخدمة المخلصة للفقراء ومكانة عائلته. لكن الأمر انتهى عندما حاول شابان مضطربان مهووسان بإعدام الباب، باغتيال ناصر الدين شاه في 15 أغسطس/آب 1852م، ملقين باللوم فيه على الملك الحاكم. على الرغم من أن التحقيقات أظهرت أن الثنائي تصرفا بمفردهما، فقد انطلقت "حكم الإرهاب"، مما أسفر عن مقتل ما لا يقل عن 10 آلاف بابيٍ في نفس العام، عندما تنافس وزراء الحكومة مع بعضهم البعض لمعاقبة البابيين المعروفين أو المشتبه بهم بشكلٍ جماعيٍ. وبسبب شهرته في دعم القضية البابية، تم القبض على بهاءالله وسجنه في سجن "سياه چال" والتي تعني الحفرة السوداء، حيث تم تقييده بسلاسل ثقيلةٍ تركت ندوبًا عليه مدى الحياة. وعندما لم يهلك بهاءالله بسرعةٍ كما كان متوقعًا، سُمِّم طعامه في السجن، مما أثّر على صحته لسنواتٍ تلت. وقد ظلّ بهاءالله محتجزًا في تلك الزنزانة لمدة أربعة أشهرٍ، حيث سعت والدة الشاه والسلطات إلى كسب ود الملك لإيجاد طرقٍ لتبرير إعدامه. وعندما ثبت بما لا يدع مجالاً للشك أن بهاءالله بريءٌ تمامٌا من أي خطأٍ، وافق الشاه أخيرًا على إطلاق سراحه، ولكنه أصدر مرسومًا يقضي بنفي بهاءالله إلى الأبد من إيران. بعد أن جُرِّد من ممتلكاته وثرواته الواسعة، قام بهاءالله في شتاء يناير 1853م القارس للغاية مع أفراد عائلته برحلةٍ استغرقت ثلاثة أشهرٍ إلى بغداد، وبذلك بدأ ما أصبح منفاه لبقية حياته في أراضي الإمبراطورية العثمانية.
ومن بغداد أرسل بهاءالله الرسائل لإلهام وإحياء أتباع الباب المضطهدين في إيران. في عام 1863م، عشية مغادرته إلى القسطنطينية ( إسطنبول حاليًا) بأمرٍ من السلطات العثمانية، أعلن بهاءالله، للعديد من البابيين الذين تبعوه إلى العراق، أنه هو الموعود الذي تنبأ به الباب، وهو الوحي الذي جاء إليه في رؤى تمثل بداية مهمته في عام 1852م أثناء تقييده في سجن سياه چال في طهران. وبعد التصريحات المغلوطة التي أدلى بها السفير الفارسي لدى البلاط العثماني، وبعد أقل من أربعة أشهرٍ من وصوله إلى القسطنطينية، نُفي بهاءالله من قبل السلطان عبد العزيز إلى أدرنة؛ ثم في عام 1868م تم نقله كسجينٍ عثمانيٍ إلى مستعمرتهم الجزائية في عكا الفلسطينية، والتي تقع اليوم في إسرائيل الحديثة.

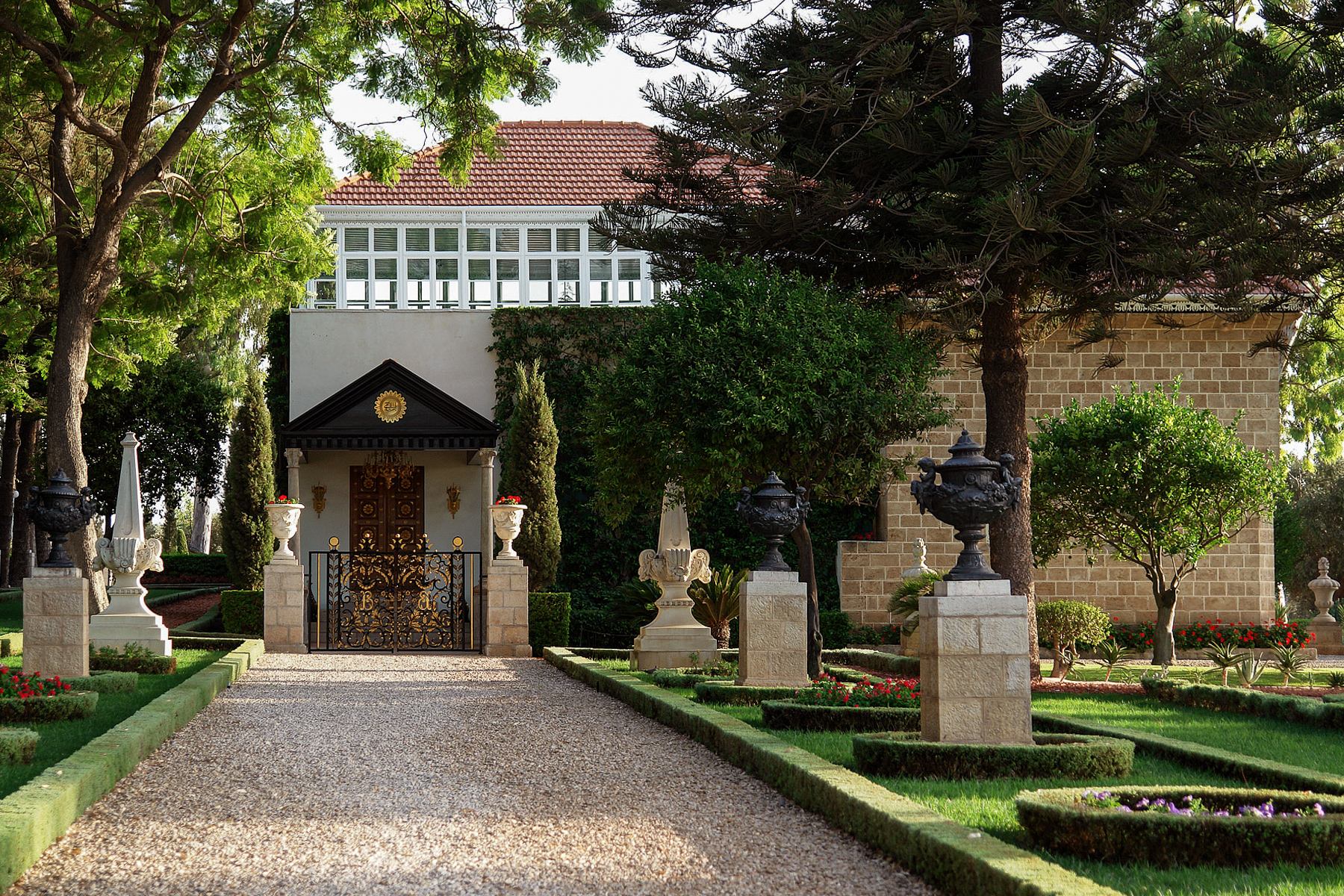
ضريح بهاءالله في البهجة، ويعد مكانًا مهمًا للحج للبهائيين من جميع أنحاء العالم

أولاً في القسطنطينية، ثم في أدرنة وعكا، أعلن بهاءالله علنًا عن مهمته كرسولٍ من الله في رسائل موجهةٍ إلى كبار الملوك والحكام الدينيين والعلمانيين في ذلك الوقت، بما في ذلك القيصر ألكسندر الثاني، ونابليون الثالث، والبابا بيوس التاسع، والملكة فيكتوريا. خلال الفترة المتبقية من حياة بهاءالله أصبح معظم البابيين من أتباعه، وأصبح أتباعه معروفين بالبهائيين. على مدى العقود الثلاثة التي كشف فيها بهاءالله عن تعاليمه، أصبح من الواضح كيف حققت هذه التعاليم وعززت النية النبوية للباب في بيان أن رسالته ستصبح "دينًا عالميًا يركّز على مبدأ وحدة البشرية". إن مجموعةً كبيرةً من كتابات بهاءالله هي باللغتين الفارسية والعربية، وتعادل أكثر من 100 مجلدٍ. تُرجمت كتابات بهاءالله حاليًا إلى ما لا يقل عن 800 لغةٍ، وتشكّل الأساس الذي يقف عليه المجتمع البهائي العالمي الآن في كل بلدٍ تقريبًا على وجه الأرض.
مع اقتراب نهاية حياته، تم تخفيف الحبس القاسي الصارم المفروض على بهاءالله تدريجيًا من قبل السلطات في عكا التي أصبحت معجبةً به بشدةٍ، وتم السماح له بالعيش في منزلٍ قريبٍ، بينما كان لا يزال رسميًا سجينًا في تلك المدينة. توفي بهاءالله في عام 1892م، ويعتبر ضريح بهاءالله في البهجة عالميًا مكانًا للحج من قبل البهائيين. في وقت رحيل بهاءالله، كان للدين البهائي أعضاءٌ في 13 دولةٍ في آسيا وأفريقيا. وتحت قيادة ابنه عبدالبهاء، اكتسب الدين موطئ قدمٍ في أوروبا وأمريكا، وتعزز أكثر في إيران، على الرغم من أنه ظلّ يعاني طوال الوقت من الاضطهاد الشديد هناك.

#### عبدالبهاء
وُلِد الابن الأكبر لبهاءالله وزوجته نواب في طهران في 23 مايو/أيار 1844م، وسُمي عباسًا، تيمنًا بجده لأبيه. ولأن بهاءالله كان يُشير إليه عادةً بـ "سركار آقا" أي "المعلم"، فقد استخدم معظم البهائيين هذا اللقب للإشارة إليه حتى وفاته. وبعد ذلك، أصبح معروفًا باسم عبدالبهاء، والذي يعني "خادم البهاء"—وهو اللقب الذي طلب من البهائيين استخدامه عند الإشارة إليه، كتذكيرٍ دائمٍ بخدمته لبهاءالله وأمره. في وصيته المكتوبة، وجّه بهاءالله جميع المؤمنين إلى التوجه بإخلاصٍ إلى عبدالبهاء باعتباره رئيسًا للدين البهائي، ومركز عهد بهاءالله، والمفسر الوحيد المعتمد لكتاباته.

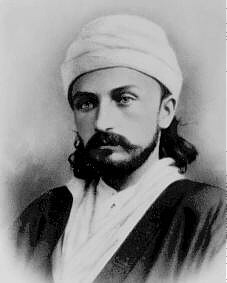
صورة جواز سفر عبد البهاء التقطت في القسطنطينية عندما كان عمره 24 عامًا

تأثرت طفولة عبدالبهاء المبكرة في إيران بشكلٍ كبيرٍ بكون والده بابيًا بارزًا، وبانتماء عائلات والديه إلى الطبقة الأرستقراطية في البلاد. لقد عاش هو وإخوته الأصغر سنًا—أخته بهية، وشقيقه ميرزا مهدي—في بيئةٍ خاليةٍ من الهموم مليئةٍ بالامتياز والسعادة. مع رفض والده تولي منصبٍ وزاريٍ في البلاط الملكي، شهد عبدالبهاء خلال طفولته العديد من المساعي الخيرية التي قام بها والديه. لم يتلق عبدالبهاء أي تعليمٍ رسميٍ باستثناء عامٍ واحدٍ تقريبًا من المدرسة التحضيرية في سن السابعة. وعندما كبر تلقى تعليمه على يد والدته وعمه؛ لكن معظم تعليمه جاء من والده. بعد لقائه عبدالبهاء عام 1890م، لاحظ المستشرق البريطاني الشهير إدوارد جرانفيل براون أن "الحديث معه زاد من الاحترام الذي ألهمني به مظهره منذ البداية. أعتقد أنه من الصعب إيجاد من هو أكثر بلاغةً في الكلام، وأكثر استعدادًا للمجادلة، وأكثر قدرةً على التوضيح، وأكثر إلمامًا بالكتب المقدسة لليهود والمسيحيين والمسلمين، حتى بين أفراد السلالة الفصيحة والمستعدة والذكية التي ينتمي إليها. هذه الصفات، إلى جانب سلوكه المهيب واللطيف في آنٍ واحدٍ، جعلتني أتوقف عن الدهشة من النفوذ والتقدير اللذين كان يتمتع بهما حتى خارج دائرة أتباع والده. لا شك في عظمة هذا الرجل وقوته لمن رآه".
عندما كان عبد البهاء في السابعة من عمره، أصيب بالسل؛ ورغم أن الأطباء لم يكن لديهم أملٌ كبيرٌ في شفائه، إلا أنه شُفي فجأةً قبل نفي بهاءالله من إيران، وبالتالي ذهب إلى المنفى معه. إن الحدث الذي أثّر بشكلٍ كبيرٍ على عبدالبهاء أثناء طفولته في إيران هو سجن والده عام 1852م لكونه بابيًا بارزًا. في إحدى المناسبات، رافق عبدالبهاء والدته لزيارة بهاءالله أثناء سجنه في سجن سياه چال السيئ السمعة. ووصف كيف "رأيت مكانًا مظلمًا شديد الانحدار. دخلنا مدخلًا صغيرًا ضيقًا، ونزلنا درجتين، ولكن لم يكن أحدٌ يستطيع رؤية شيءٍ خلفه. وفي منتصف الدرج، سمعنا فجأةً صوته [صوت بهاءالله]: "لا تحضروه إلى هنا"، فأعادوني. جلسنا في الخارج، في انتظار إخراج السجناء". منذ أن كان في الثامنة من عمره، شارك عبدالبهاء في نفي والده وسجنه، وحتى بعد وفاة بهاءالله، ظل عبدالبهاء سجينًا لدى العثمانيين حتى بلغ الرابعة والستين من عمره، عندما أدت ثورة تركيا الفتاة عام 1908م إلى الإفراج المفاجئ عن جميع السجناء الدينيين والسياسيين المعتقلين في ظل النظام القديم. بين عامي 1910م و1913م قام عبدالبهاء بعدة رحلاتٍ إلى الغرب لنشر الرسالة البهائية خارج جذورها في الشرق الأوسط. لقد حافظ عبدالبهاء طوال حياته على مراسلاتٍ ضخمةٍ لتشجيع وإرشاد الأفراد والمجتمعات البهائية في إيران وحول العالم. هناك أكثر من 27000 أثرٍ مكتوبٍ لعبدالبهاء؛ ومن بين الوثائق الأكثر شهرة: الرسالة المدنية، ومن مفاوضات عبدالبهاء، وألواح الخطة الإلهية، ولوح أوغست هنري فوريل ‏. وقد تم نشر الملاحظات التي سجلت للعديد من المحاضرات التي ألقاها أمام مجموعاتٍ كبيرةٍ وصغيرةٍ أثناء سفره في أوروبا وأمريكا الشمالية.
توفي عبد البهاء في 28 نوفمبر 1921م في حيفا (التي كانت آنذاك جزءًا من فلسطين الانتدابية ؛ وهي الآن ثالث أكبر مدينةٍ في إسرائيل). كانت تشييع جثمان عبدالبهاء في اليوم التالي مختلفةً عن أي جنازةٍ أخرى شهدتها فلسطين على الإطلاق: "المفوض السامي لفلسطين، السير هربرت صموئيل، حاكم القدس، حاكم فينيقيا، كبار المسؤولين في الحكومة، قناصل البلدان المختلفة المقيمين في حيفا، رؤساء الطوائف الدينية المختلفة، أعيان فلسطين، اليهود، المسيحيون، المسلمون، الدروز، المصريون، اليونانيون، الأتراك، الأكراد، ومجموعةٌ من أصدقائه الأمريكيين والأوروبيين والسكان الأصليين، الرجال والنساء والأطفال،... حوالي عشرة آلافٍ في العدد"، شكّلوا موكب جنازةٍ ضخمٍ من المعزين—تحيةً عفويةً من الحب والاحترام لشخصٍ خدمهم لأكثر من 50 عامًا، وعمل على توحيدهم جميعًا.

### في عهد سلالة القاجار (1844م–1925م)
عندما أعلن الباب رسالته النبوية في إيران عام 1844م، كان حاكم البلاد هو محمد شاه قاجار، الملك الثالث من سلالة القاجار، الذي حكم منذ عام 1834م إلى عام 1848م. كان رئيس وزرائه حاجي ميرزا آقاسي يؤيد بنشاط الطلبات المتحيزة التي قدمها رجال الدين المسلمين ضد الباب والبابيين، حتى أنه أصبح شريكًا في اضطهادهم من خلال إقناع الشاه بنفي الباب بعيدًا عن أتباعه إلى الحصون الجبلية النائية في ماكو وچهريق في شمال غرب أذربيجان.

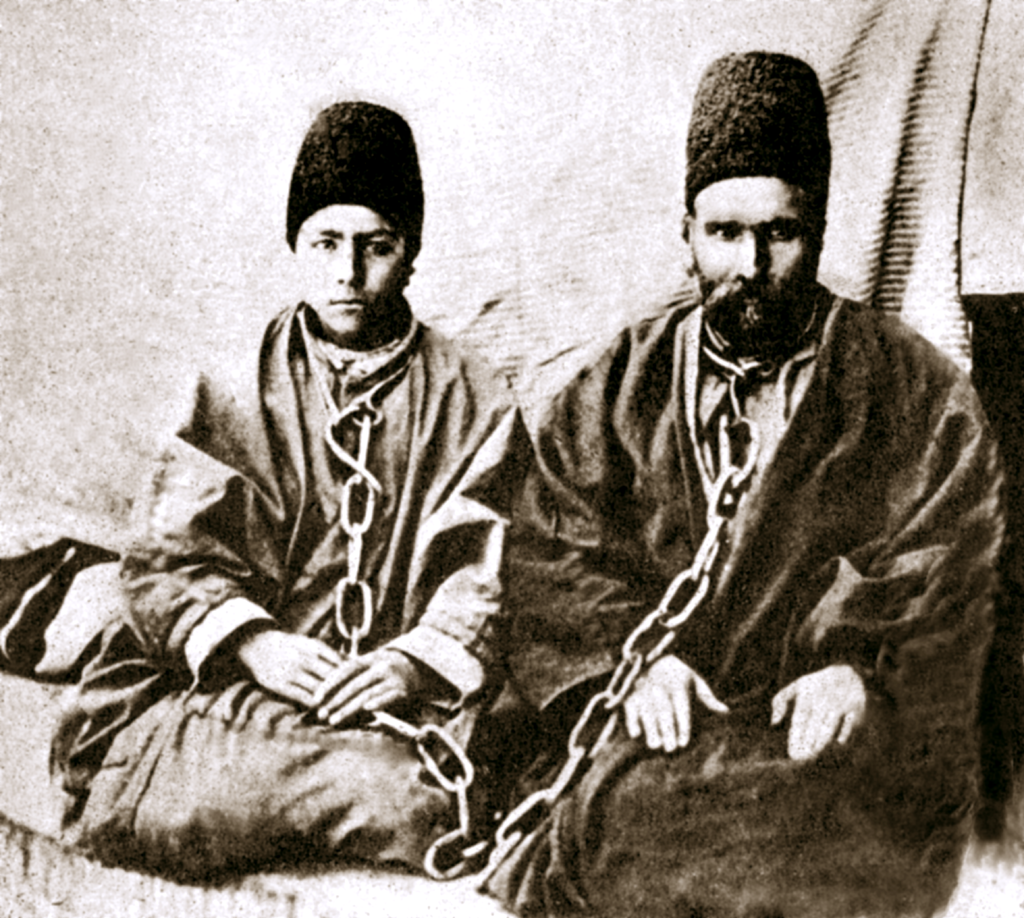
ورقاء (يمين) وابنه روح الله (يسار) البالغ من العمر 12 عامًا، في السجن قبل إعدامهما عام 1896م لكونهما بهائيين

أعطى ناصر الدين شاه، الذي خلف والده في عام 1848م، موافقته الفورية على إعدام الباب في عام 1850م؛ وكان هو الذي أصدر مرسوم نفي بهاءالله من إيران في عام 1852م. كان أول رئيس وزراء له، ميرزا تقي خان، معاديًا بشكلٍ صريحٍ للبابيين، وأمر شخصيًا بإعدام الباب والعديد من البابيين البارزين الآخرين؛ وأشار إليه عبدالبهاء باعتباره أعظم مضطهدٍ للدين البهائي في إيران. في عهد القاجاريين، قُتل ما يقدر بنحو 20 ألف بابيٍ في إيران بسبب معتقداتهم الدينية، بينما عانى عشرات الآلاف الآخرين من أشكالٍ أخرى لا حصر لها من الاضطهاد. توجد رواياتٌ مفصلةٌ عن الاضطهاد المبكر والمعاناة تحت حكم القاجاريين في كتاب "مطالع الأنوار"، وهو سردٌ تاريخيٌ عن الباب والعديد من أتباعه الأوائل. يعتمد هذا العمل المرجعي البهائي المهم على رواياتٍ مباشرةٍ رواها المؤمنون الأوائل.
في السنوات الأخيرة من حكم القاجاريين، "كانت المذابح والحملات المناهضة للبابيين تحدث عادةً خلال الأزمات الإقليمية أو الوطنية، مثل تلك الناجمة عن فشل الحصاد والمجاعات والأوبئة. وكان البابيون (والبهائيون لاحقًا) بمثابة كبش فداءٍ لتغطية فشل الدولة فيما يتعلق بالتدخل الاقتصادي والسياسي الأوروبي. وقد ساعد لفت انتباه الجمهور إلى شرور هذه "الطائفة الخبيثة" في توطيد العلاقة بين حكومة القاجاريين ورجال الدين." تم تهميش آخر ملوك القاجاريين، أحمد شاه، في عملية عسكرية دعمها البريطانيون وقادها الضابط العسكري رضا خان، الذي رتب لتعيينه لاحقًا وزيرًا للحرب في إيران. بعد رحيله إلى أوروبا في عام 1923م، تم عزل أحمد شاه رسميًا من قبل البرلمان الإيراني في عام 1925م، مما أنهى سلالة القاجار.

### في عهد سلالة بهلوي (1925م–1979م)
بعد خلع أحمد شاه بتحريضٍ من رضا خان، سرعان ما تم إعلان الأخير ملكًا جديدًا لإيران، رضا شاه بهلوي. رضا شاه، مؤسس سلالة بهلوي، استمر حكمه حتى عام 1941م عندما أجبره الحلفاء على التنازل عن العرش بعد الغزو الأنجلو سوفييتي لإيران. وخلفه ابنه محمد رضا بهلوي، آخر شاهٍ لإيران. وعلى الرغم من أن عددًا قليلاً من البهائيين ذوي المؤهلات والنزاهة الفريدة قد تم وضعهم في مناصب الثقة من قبل البهلويين، وأن حوادث الاعتداء الجسدي والقتل انخفضت بشكلٍ عامٍ في عهدهما، إلا أن حكومتيهما قامتا بإضفاء الطابع الرسمي على سياسات التمييز ضد البهائيين باعتبارها تنازلاتٍ لرجال الدين. 

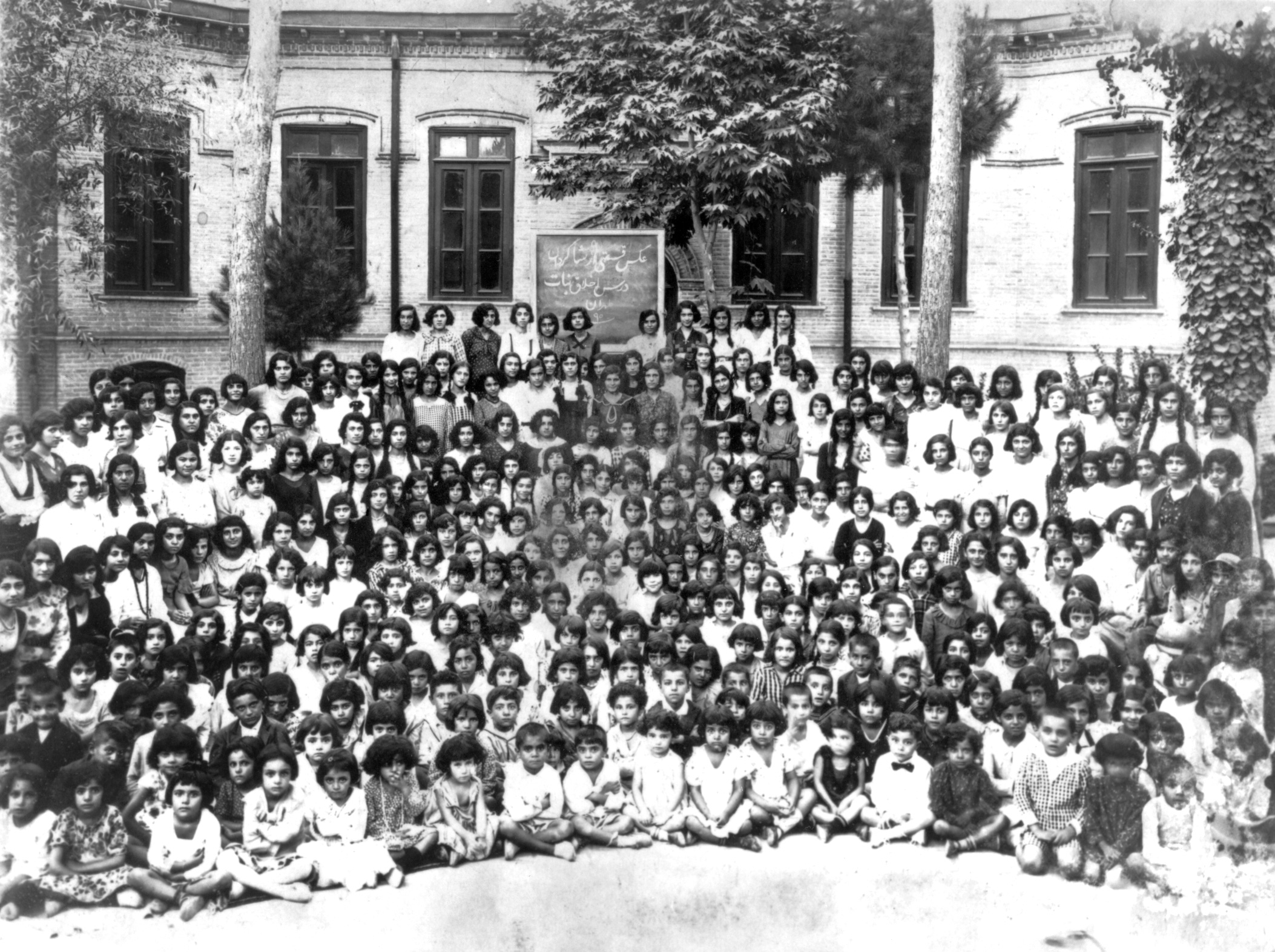
تجمعٌ للشباب في 13 أغسطس 1933 في مدرسة التربية البهائية للبنات بطهران. أُغلق ما لا يقل عن 47 مدرسةً تابعةً للبهائيين قسرًا في عهد حكومة بهلوي عام 1934.

نتيجة لذلك، وعلى الرغم من أن البهائيين ظلوا أكبر أقليةٍ دينيةٍ في إيران، أنكر الشاه الحقوق الأساسية للبهائيين بطرقٍ عديدةٍ، بما في ذلك عدم السماح لهم بتسجيل زواجهم؛ وإجبارهم على الإغلاق الدائم لما لا يقل عن 47 مدرسةٍ للفتيات والفتيان، يديرها البهائيون ولكنها مفتوحةٌ للجميع بغض النظر عن الخلفية الدينية؛ وحظر الأدب البهائي؛ وخفض رتبة البهائيين في الخدمة العامة أو فصلهم أو حرمانهم من المعاشات التقاعدية بشكلٍ تعسفيٍ لأنهم رفضوا إنكار إيمانهم؛ وعدم السماح للمجتمع البهائي بحرية الاحتفاظ بالأوقاف الدينية باسمه.
رافق تنازل رضا شاه القسري عن العرش عام 1941م، وتولي محمد رضا شاه العرش، عودة نفوذ زعماء المسلمين الشيعة. واتسمت الفترة منذ عام 1941م إلى عام 1955م بتنامي العلاقات بين البلاط الملكي ورجال الدين، وتعرض البهائيون لخطرٍ جسيمٍ، حيث طُردوا من منازلهم عدة مراتٍ؛ ونهب ممتلكاتهم؛ وحرق منازلهم وأماكن عملهم؛ وارتكاب جرائم قتل، حيث استُخدم البهائيون ككبش فداءٍ في مختلف التفاعلات بين رجال الدين والحكومة وشرائح من السكان. خلال هذه الفترة، تشكلت العديد من الجمعيات الإسلامية، ومعظمها ذات أجنداتٍ معاديةٍ للبهائية، في المدن الرئيسية في إيران. بلغت هذه الفترة ذروتها في الحملة المناهضة للبهائيين عام 1955م عندما سمح الشاه "ببث سلسلةٍ من الخطب التحريضية ضد البهائيين على مستوى البلاد من قِبل أحد كبار رجال الدين الشيعة في طهران المعروف بمحمد تقي فلسفي —على أمل جعل البهائيين كبش فداءٍ لصرف الانتباه عن السياسات الحكومية غير الشعبية".

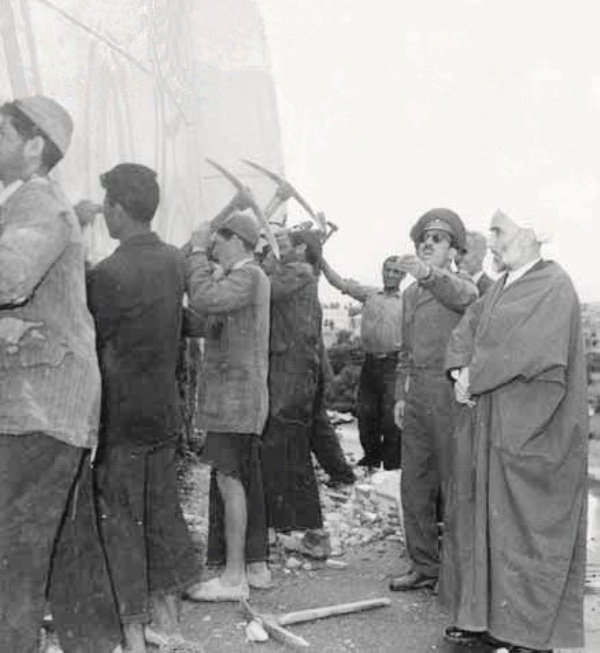
محمد تقي فلسفي، الواعظ المناهض للبهائية مع القائد العسكري للحكومة البهلوية يوجهان بتدمير قبة المركز البهائي الوطني المعروف بـ "حظيرة القدس" في طهران، إيران عام 1955م

 مع وضع محطات الإذاعة الوطنية والعسكرية تحت تصرفه، أشعل الواعظ موجةً من العنف ضد البهائيين في جميع أنحاء البلاد؛ حتى أن النظام البهلوي أكد للبرلمان أنه أمر بقمع جميع أنشطة "الطائفة البهائية". ونتيجةً لاستفزازات هذا الرجل، صادرت الحكومة ممتلكات البهائيين في مدنٍ حول البلاد. في طهران، وأمام أعين المراسلين الأجانب والمحليين المزودين بالكاميرات، شرع رجل الدين، برفقة قائد جيش الشاه، في المشاركة شخصيًا في هدم القبة المميزة لحظيرة القدس البهائي ةالذي كان المقر الوطني للبهائيين في إيران، باستخدام المعاول.
 ومع انتشار الأخبار في الخارج عن كيف أن الدعاية المناهضة للبهائية تؤدي إلى تزايد جرائم القتل والاغتصاب والسطو ضد أعضاء الديانة البهائية، تصاعدت موجةٌ من الإدانة الدولية ضد إيران لسماحها بمثل هذا الانتهاك لحقوق البهائيين الإنسانية. وقد دفع هذا الشاه، الذي كان واعيًا تمامًا لمثل هذه الانتقادات الأجنبية، إلى قطع علاقته برجال الدين في النهاية وكبح جماح ما كان يحدث.
مع ذلك، لم يُؤدِّ غياب العنف الكبير إلى منح البهائيين حقوقهم المدنية. وظلَّ أتباع هذه الديانة غير مؤهلين للتوظيف في أيِّ منصبٍ حكوميٍ، مع أنَّ تطبيق هذا الحظر كان يعتمد في الغالب على مواقف المديرين في مختلف الأماكن والأزمنة. نصَّ قانون التوظيف المدني الإيراني لعام 1966م صراحةً على ضرورة ألا يكون لدى المتقدمين للوظائف الحكومية أيُّ سوابق إدانةٍ بـ"اعتناق معتقداتٍ فاسدةٍ"، في إشارةٍ مُقصودةٍ إلى البهائيين. وكان الإيمان بإحدى الديانات الرسمية الأربع في إيران (الإسلام، واليهودية، والمسيحية، والزرادشتية) يُدرَج دائمًا كشرطٍ للأهلية في إعلانات الوظائف الحكومية، مما يعني أنَّه لا ينبغي للبهائيين أن يُكلفوا أنفسهم عناء التقديم. ورغم أنَّ الأمر يعتمد أيضًا على المسؤولين، فقد يقبل البعض أن يترك البهائيون خانة "الدين" في نماذج التوظيف فارغةً. طوال عهد محمد رضا شاه، تم تجاهل البهائيين عمدًا كمجموعةٍ اجتماعيةٍ، على الرغم من أنه في حالاتٍ نادرةٍ جدًا عندما "تم الإشارة إليهم في وسائل الإعلام، تم تسميتهم... الطائفة المضللة"، وحتى أنجح وأبرز البهائيين لم يكن من الممكن أبدًا التعرف عليهم علنًا كأعضاء في الدين.
في العامين الأخيرين من حكم الشاه، ومع تفاقم مشاكله السياسية، عادت أنماط الاضطهاد السابقة للظهور مع مقتل أفرادٍ من البهائيين، وإثارة الجدل الإعلامي ضد البهائيين باعتبارهم "سبب" مشاكل إيران وضرورة "معاقبتهم". وقد أدى ذلك إلى هجماتٍ غوغائيةٍ متفرقةٍ، ومداهماتٍ، وحرقٍ متعمدٍ، ونهبٍ للبهائيين في أنحاء مختلفةٍ من البلاد. انتهى عهد سلالة بهلوي القصيرة، وآلاف السنين من الملكية في إيران، عندما أدت الثورة الإيرانية إلى الانهيار الكامل لحكم محمد رضا بهلوي في 11 فبراير/شباط 1979م. وبعد استفتاءٍ وطنيٍ، أصبحت إيران جمهوريةً إسلاميةً في 1 أبريل/نيسان 1979م.

## بعد الثورة الإسلامية
اشتد اضطهاد البهائيين في إيران بشكلٍ كبيرٍ عقب الثورة الإسلامية عام 1979م. فالنظام الذي تولى السلطة لا يسمح أساسًا لأتباع الديانة البهائية، "حتى نظريًا، بممارسة دينهم بحريةٍ والوجود والعمل كجماعةٍ دينيةٍ منظمةٍ". عند وضع دستور الجمهورية الإسلامية الجديدة في أبريل 1979م، ذُكرت حقوق معينةٍ للأقليات المسيحية واليهودية والزرادشتية في إيران بشكلٍ صريحٍ، وحُفظت. ومن المثير للقلق أنه لم يُذكر البهائيون، أكبر أقليةٍ دينيةٍ في إيران، على الإطلاق. وفي ظل الفكر الإسلامي السائد في إيران، فإن هذا الافتقار إلى الحماية الدستورية، إلى جانب التحيّز الديني المطلق، يعني أن البهائيين محرومون فعليًا من أي حقوقٍ، ويمكن مهاجمتهم واضطهادهم في إيران دون أي عواقب على الجناة. تنكر الوكالات الحكومية والمحاكم بشكلٍ روتينيٍ حق البهائيين في الانتصاف أو الحماية من الاعتداء أو القتل أو غيره من أشكال الاضطهاد—حتى أنها حكمت بأن المواطنين الذين يقتلون أو يؤذون البهائيين ليسوا مسؤولين حتى عن الأضرار لأن ضحاياهم "كفارٌ غير محميين". يوثق "تقرير الحريات الدينية الدولية" الصادر في 26 أكتوبر 2009م عن مكتب الديمقراطية وحقوق الإنسان والعمل التابع لوزارة الخارجية الأمريكية أنه "وفقًا للقانون، يعتبر دم البهائي مُجازًا، مما يعني أنه يمكن سفكه دون عقابٍ".
ونتيجة لذلك، ينكر النظام الإسلامي الإيراني بشكلٍ أساسيٍ على البهائيين جميع حقوق المواطنة وحقوق الإنسان في أرض ميلادهم. ومن خلال الاعتراف بالأقليات الدينية الأخرى في دستورها، ولكن ليس البهائيين الذين هم أكبر جماعةٍ دينيةٍ في البلاد بعد الإسلام، يدعي النظام أن البهائيين ليسوا جماعةً دينيةً وبالتالي لا يوجد سببٌ لحمايتهم. إن القول بأن البهائيين ليسوا أعضاء في دينٍ يسمح للحكومة بعد ذلك بوصفهم بأي طريقةٍ تريدها—وبالتالي خلق أي عذرٍ لاعتقال وتعذيب وإعدام البهائيين وقادتهم؛ وحظر الهياكل الإدارية البهائية؛ ومحو آثار تاريخهم وثقافتهم من خلال تدمير أو مصادرة المواقع المقدسة البهائية والآثار الدينية والمقابر؛ ومصادرة ممتلكات الأفراد والمجتمعات والمؤسسات البهائية؛ ومنع البهائيين من حقهم في التجمع السلمي والحُر، حتى في مجموعاتٍ صغيرةٍ، للعبادة، والتدريب الروحي لأطفالهم وشبابهم، ودراسة عقيدتهم، أو ممارسة معتقداتهم الاجتماعية والثقافية بطريقةٍ أخرى؛ وتقويض تقدمهم الفكري من خلال حرمان الأطفال والشباب البهائيين من الحقوق التعليمية؛ والسعي إلى إفقار البهائيين اقتصاديًا من خلال فصلهم من العمل، وإلغاء مدفوعات المعاشات التقاعدية المكتسبة، واستهداف أولئك الذين يفتحون المتاجر والشركات الصغيرة بالمضايقة والغرامات غير المنطقية والإغلاق لتعطيل قدرتهم على كسب لقمة العيش لإعالة أسرهم.
على الرغم من أن حالات ومستويات القمع ضد البهائيين قد تقلبت—على الأرجح بسبب التحولات السياسية الداخلية والضغوط الخارجية—منذ الانفجار المميت الأولي في العقد الأول بعد الثورة الإسلامية في إيران، فإن "العداء الأيديولوجي للمؤسسة الدينية تجاه" الدين البهائي لا يزال ثابتًا. لقد ارتبط المرشد الأعلى الحالي لإيران، آية الله السيد علي خامنئي، ارتباطًا وثيقًا بالحملات المناهضة للبهائيين. إن مذكرة "المسألة البهائية" التي وقعها خامنئي عام 1991م تقدم رؤيةً واضحةً لفكر خامنئي فيما يتعلق بالبهائيين، حيث تنص على نيته "استبعاد البهائيين من الحياة الإيرانية السائدة، ومنع تطور إيمانهم، وربما الأكثر شرًا من كل ذلك، حتى "تدمير" جذورهم الثقافية خارج البلاد".

### إعدامات وسجن القائمين على إدارة الجامعة البهائية
في جهدٍ متضافرٍ لتدمير المجتمع البهائي في إيران، بدأ النظام الإسلامي فور وصوله إلى السلطة تقريبًا في اختطاف وقتل البهائيين، وخاصةً أولئك الذين يخدمون على المستويات الوطنية والمحلية للمجتمع. لأن الديانة البهائية لا يوجد بها رجال دينٍ، فإن الأعضاء ينظمون أنفسهم في نظام إداري من محافل روحانيةٍ منتخبةٍ سنويًا تعمل على المستويات الوطنية والإقليمية والمحلية بالإضافة إلى الأفراد والجماعات الذين يتم تعيينهم رسميًا للمساعدة في جوانب مختلفةٍ من عمل المجتمع واحتياجاته". هؤلاء القادة الذين يخدمون المجتمع البهائي طواعيةٍ هم الذين استهدفتهم حكومة إيران.

#### اعتقال واختفاء أعضاء أول محفلٍ روحانيٍ مركزيٍ
تعرض أفراد من المحفل الروحاني المركزي في إيران (الأعضاء التسعة المنتخبة القائمين على إدارة الجامعة البهائية) للمضايقة طوال عام 1980م. في 21 أغسطس 1980م، أثناء اجتماعهم في منزل أحد الأعضاء، تم اعتقال جميع أعضاء المحفل التسعة الذين كانوا يخدمون آنذاك، إلى جانب عضوين من مؤسسة بهائية أخرى كانوا يتشاورون معًا، على يد الحرس الثوري. سعت عائلات المعتقلين بلا كللٍ للحصول على معلوماتٍ عن أحبائهم، حيث التقوا بالعديد من كبار المسؤولين الحكوميين حتى نهاية يناير 1981م. أكّد أحد المسؤولين في البداية صدور أمر اعتقالٍ للبهائيين الأحد عشر، لكنه قال إنه تم رفض الوصول إليهم أثناء استجوابهم. وبعد شهرٍ، ناقض ذلك المسؤول نفسه بقوله إن الحكومة لم تعتقل أيًا منهم. لا يزال مصير الأعضاء التسعة للمحفل الروحاني المركزي وعضوي المساعدين مجهولًا، واختفائهم غير مفهومٍ. ومن المفترض أن الحكومة أعدمت جميع هؤلاء، لأن هذا هو ما فعله النظام الإسلامي بخلفائه المنتخبين.

#### اعتقال وإعدام أعضاء المحفل الروحاني المركزي الثاني
بعد اختطاف أعضاء المحفل الروحاني المركزي الأول بفترةٍ وجيزةٍ، اجتمع البهائيون الإيرانيون لانتخاب محفلٍ روحانيٍ مركزيٍ جديدٍ. وبسبب ما حدث لأسلافهم، كان أعضاء هذا المحفل المركزي الثاني يدركون تمامًا المخاطر التي يواجهونها من الحكومة. سارعت السلطات الإيرانية إلى استهداف أعضاء المحفل الجديد؛ ففي 13 ديسمبر/كانون الأول 1981م، اعتقل الحرس الثوري ثمانيةً من الأعضاء التسعة الجدد الخادمين في المحفل المركزي أثناء اجتماعهم في منزل أحدهم. أُعدم الثمانية جميعًا في 27 ديسمبر/كانون الأول 1981م دون محاكمةٍ. وبعد نفيٍ أوليٍ، صرّح رئيس السلطة القضائية الإيرانية أخيرًا بأن هؤلاء البهائيين الثمانية قد أُعدموا بتهمة "التجسس لصالح قوى أجنبيةٍ". وبعد شهرٍ، سعى رئيس المحاكم الثورية المركزية إلى تبرير إعدام هؤلاء الأبرياء بالقول إن كونك بهائيًا "يُعادل التجسس لصالح قوةٍ أجنبيةٍ".

#### حظر واعتقال وإعدام أعضاء المحفل الروحاني المركزي الثالث
في 29 أغسطس/آب 1983م، أعلن المدّعي العام للثورة حظرًا قانونيًا على جميع الأنشطة الإدارية والمجتمعية للجامعة البهائية في إيران، مشيرًا إلى اتهاماتٍ غامضةٍ، تكررت كثيرًا، وإن كانت زائفةً بوضوحٍ، بأن البهائيين محرّضون، ومخرّبون للحكومة، ومجدفون، ويضللون المسلمين، وجواسيس (يُزعم أنهم يعملون لصالح إسرائيل و/أو القوى الاستعمارية)، دون تقديم أي دليلٍ يُذكر. وقبل الامتثال للحظر، أصدر هذا المحفل المركزي الثالث—الذي شُكّل عقب إعدام أسلافه—رسالةً مفتوحةً تُفنّد مزاعم الحكومة. وُجّهت الرسالة إلى نحو 2000 مسؤولٍ حكوميٍ وشخصيةٍ إيرانيةٍ بارزةٍ، وفصّلت الانتهاكات التي يواجهها البهائيون في الجمهورية الإسلامية، وناشدت الشعب الإيراني والحكومة الإسلامية استعادة حقوقهم كمواطنين وبشر. وفي جزءٍ من رسالة المحفل الروحاني المركزي للبهائيين في إيران، دعت الرسالة النظام الإيراني إلى: 
...لإنهاء اضطهاد البهائيين واعتقالهم وتعذيبهم وسجنهم "بسبب جرائم وهميةٍ وذرائع واهيةٍ، لأن الله يعلم—وكذلك السلطات—أن "الجريمة" الوحيدة التي يُدان بها هؤلاء الأبرياء هي معتقداتهم...". وشدّدت الرسالة على استحالة مزاعم التجسس، متسائلةً: "أي نوعٍ من الجاسوسية هو رجلٌ يبلغ من العمر 85 عامًا مِن يزد، لم يطأ قدمه خارج قريته قط؟... كيف يُمكن للطلاب وربّات البيوت والفتيات الصغيرات البريئات وكبار السن من الرجال والنساء... أن يكونوا جواسيس؟ كيف يُمكن [لمزارعي القرية] أن يكونوا جواسيس؟ ما هي وثائق الاستخبارات السرية التي عُثر عليها بحوزتهم؟ ما هي مُعدّات التجسس التي وُجدت في أيديهم؟ ما هي أنشطة "التجسس" التي مارسها أطفال المدارس الابتدائية الذين طُردوا من مدارسهم؟". وأكدت الرسالة أيضًا على أن "التجسس عنصرٌ من عناصر السياسة، بينما يُعدّ عدم التدخل في السياسة مبدأً راسخًا في الدين البهائي". ردًا على اتهام البهائيين بـ"تكديس" قطع غيار السيارات، اعترضت وكالة الأمن القومي الأمريكية: "إذا اختار المدعي العام تصنيف الإدارة البهائية كشبكة تجسسٍ، فليعتبر على الأقل من الذكاء عدم التخطيط للإطاحة بنظامٍ قويٍ كهذا بتكديس بعض قطع الغيار!". كما لفتت الرسالة الانتباه إلى أنه في حين يُشاد بالمسلمين لإرسالهم الأموال إلى الخارج (مثلًا إلى العراق والقدس) لصيانة الأضرحة الدينية، فإن قيام بهائيٍ بالمثل يُعدّ "خطيئةً لا تُغتفر... ودليلًا على أنه فعل ذلك لتعزيز دولٍ أخرى [وخاصةً إسرائيل]".
كانت هذه الرسالة هي الفعل الأخير لعضوية هذا المحفل الروحاني المركزي قبل أن يحلوا أنفسهم، بتشديدٍ من الحكومة، وما يُقدر بنحو 400 محفلٍ روحانيٍ محليٍ في جميع أنحاء البلاد. وعلى الرغم من حلّ جميع المؤسسات الإدارية البهائية في إيران، استمرت السلطات في مضايقة وترهيب الأعضاء السابقين في هذا المحفل الروحاني المركزي، والأعضاء السابقين في المحافل الروحانية المحلية المنحلّة، وغيرهم من الأعضاء الخادمين سابقًا في الشؤون الإدارية للجامعة البهائية في جميع أنحاء البلاد؛ إلى جانب كل من وقّع على الرسالة المفتوحة التي تدافع عن المجتمع البهائي. "بين أواخر عام 1983م وأوائل عام 1984م، تم اعتقال أكثر من 500 بهائيٍ—معظمهم من الأعضاء السابقين في المحافل الروحانية أو أقارب الأعضاء السابقين—دون توجيه تهمةٍ إليهم." اعتُقل سبعة أعضاء سابقين في المحفل الروحاني المركزي البهائي الثالث في إيران، وسُجنوا وعُذِّبوا، وأُعدموا في النهاية على يد الحكومة الإيرانية بين مايو/أيار 1984م وسبتمبر/أيلول 1987م. وُضعت جثث هؤلاء الأعضاء السبعة في قسم "الكفار" بمقبرةٍ قديمةٍ بطهران. وأفادت بعض عائلاتهم بأنهم لم يتمكنوا من معرفة مكان جثث أحبائهم إلا بعد أن دفعوا للسلطات ثمن الرصاصات المستخدمة في إعدامهم.
مركز توثيق حقوق الإنسان في إيران، وهي منظمةٌ مستقلةٌ غير ربحيةٍ أسسها عام 2004م باحثون ومحامون في مجال حقوق الإنسان، خلص إلى أن "المحاكم الثورية وغيرها من وكالات الجمهورية الإسلامية انتهجت استراتيجيةً متعمدةً تهدف إلى حرمان المجتمع البهائي من القيادة وتجريم دينٍ بأكمله. إن الطبيعة الواسعة النطاق والمنهجية لاضطهاد البهائيين الإيرانيين تشير بقوةٍ إلى عملٍ منسقٍ، والتصريحات العلنية لكبار أعضاء النظام الإيراني لا تؤدي إلا إلى تعزيز هذا الانطباع".

#### تعذيب وإعدام البهائيين البارزين وأعضاء المحافل الروحانية المحلية
إلى جانب استهداف الأعضاء القائمين على إدارة الشؤون البهائية على المستوى الوطني في إيران، لاحق النظام الإسلامي أيضًا البهائيين المعروفين بخدماتهم لدينهم، وأعضاء المحافل الروحانية المحلية في جميع أنحاء إيران. وقد أُعدم أول عضوٍ في المحفل الروحاني المحلي، والذي خدم في طهران، في 12 أبريل/نيسان 1979م، بعد أيامٍ قليلةٍ من الإعلان الرسمي للجمهورية الإسلامية. وفي سعيه الحثيث لحرمان البهائيين من حقوقهم وتدمير روح مجتمعاتهم، اعتقل النظام الإسلامي وسجن وعذّب وأعدم بهائيين بارزين ومن يشغلون مناصب إداريةٍ في جميع أنحاء البلاد. في طهران، وفي كرج، وفي يزد، وفي تبريز، وفي همدان، وفي شيراز، وفي عشرات المدن والبلدات والقرى الأصغر، تأثّرت حياة البهائيين في كل جزءٍ من إيران سنةً بعد سنةٍ بشدةٍ بسبب الجهود المتواصلة التي يبذلها النظام الإسلامي منذ أربعة عقودٍ للقضاء على الدين البهائي في أرضه الأصلية.
منذ تأسيس النظام الإسلامي في إيران عام 1979م، قُتل أكثر من 200 بهائيٍ أو اختفوا على أيدي السلطات. بالإضافة إلى القتلى، تعرض المئات للتعذيب أو السجن. يبدو أن الإدانة الشديدة من قِبل العديد من الحكومات الأجنبية والأفراد والجماعات البارزة في جميع أنحاء العالم ردًا على القتل الوحشي للبهائيين على يد إيران—وخاصةً إعدام الحكومة عام 1983م لعشر نساءٍ في شيراز لتدريسهن فصولًا للأطفال البهائيين، والإعدامات الجماعية المتكررة لأعضاء الهيئات الإدارية البهائية—قد أدت إلى تحولٍ بطيءٍ في استراتيجية النظام للقضاء على البهائيين في إيران. ومع ذلك، حتى مع انخفاض أعداد البهائيين الذين قُتلوا بوقاحةٍ، زاد النظام من جهوده لقمع وخنق الحياة الثقافية والاجتماعية للبهائيين الإيرانيين، حتى اليوم.

#### التعاملات الروتينية مع "الياران" ثم سجنهم المفاجئ
عندما حظرت الحكومة الإيرانية الإدارة البهائية في عام 1983م، شكّل العديد من البهائيين مجموعةً لخدمة احتياجات ما يقدر بنحو 300 بهائيٍ في البلاد بشكلٍ غير رسميٍ على أُسسٍ بهائيةٍ. "تم التوصل إلى هذا الاتفاق بعلمٍ كاملٍ من جانب الحكومة الإيرانية، التي كانت تتعامل معهم بشكلٍ روتينيٍ منذ عام 1983م" حتى أوائل عام 2008م، عندما اعتقلت الحكومة فجأةً الأعضاء السبعة الذين كانوا يخدمون بهذه الطريقة. وقد حدث هذا على الرغم من أن إيران، بصفتها دولةً موقعةً على المادة 18 من العهد الدولي الخاص بالحقوق المدنية والسياسية، ملزمةً قانونًيا بدعم حق كل إنسانٍ في "أن يُدين بدينٍ أو معتقدٍ يختاره، أو أن يعتنق أي دينٍ أو معتقدٍ يختاره"، و"أن يُظهر دينه أو معتقده في العبادة والاحتفال والممارسة والتعليم". ومع ذلك، بإعلانها حتى هذا الترتيب غير الرسمي غير القانوني لتلبية احتياجات أكبر أقليةٍ دينيةٍ غير مسلمةٍ في إيران، سعت الحكومة بوضوحٍ إلى "منع البهائيين من ممارسة أيٍ من المناسبات الجماعية المرتبطة بعبادة وممارسة دينهم، بما في ذلك الزواج والجنازات وغيرها من العناصر الأساسية بين أتباع أي دينٍ". يقوم الأعضاء السبعة في هذه الزمالة المخصصة، المعروفون بشكلٍ جماعيٍ بين البهائيين باسم "ياران" (بمعنى "الأصدقاء")، بإدارة أنشطة المجتمع البهائي في إيران المتعلقة بـ "تعليم الأطفال والشباب، وفرص الدراسة والتعرف على الحياة الأسرية، وتقدم المرأة، والحفاظ على المعايير الأخلاقية الشخصية العالية، وتحرير أنفسهم ومجتمعاتهم من التحيّز" و "غرس روح الخدمة للإنسانية". احتُجز السبعة ياران الذين تم اعتقالهم لأول مرةٍ لمدة تسعة أشهرٍ قبل توجيه أي اتهاماتٍ لهم، "وحتى ذلك الحين كان ذلك في مؤتمرٍ صحفيٍ، وليس في إطار المحكمة". كانت الاتهامات الزائفة الموجهة إليهم هي "تشكيل أو إدارة مجموعةٍ تهدف إلى إزعاج الأمن القومي"؛ "نشر الدعاية ضد نظام الجمهورية الإسلامية الإيرانية"؛ "الانخراط في التجسس"؛ "جمع معلوماتٍ سريةٍ بقصد إزعاج الأمن القومي أو إتاحتها للآخرين"؛ "التعاون مع حكوماتٍ أجنبيةٍ معاديةٍ لإيران، من خلال قيام بعض المتهمين برحلاتٍ إلى عددٍ من الدول الأوروبية، مثل تركيا وألمانيا، ومن خلال اجتماعات بعض المتهمين مع السفيرين الأسترالي والكندي"؛ و"التجمع بغرض التآمر لارتكاب جرائم ضد الأمن القومي من خلال حضور المؤتمرات التي عُقدت في مركز المدافعين عن حقوق الإنسان."

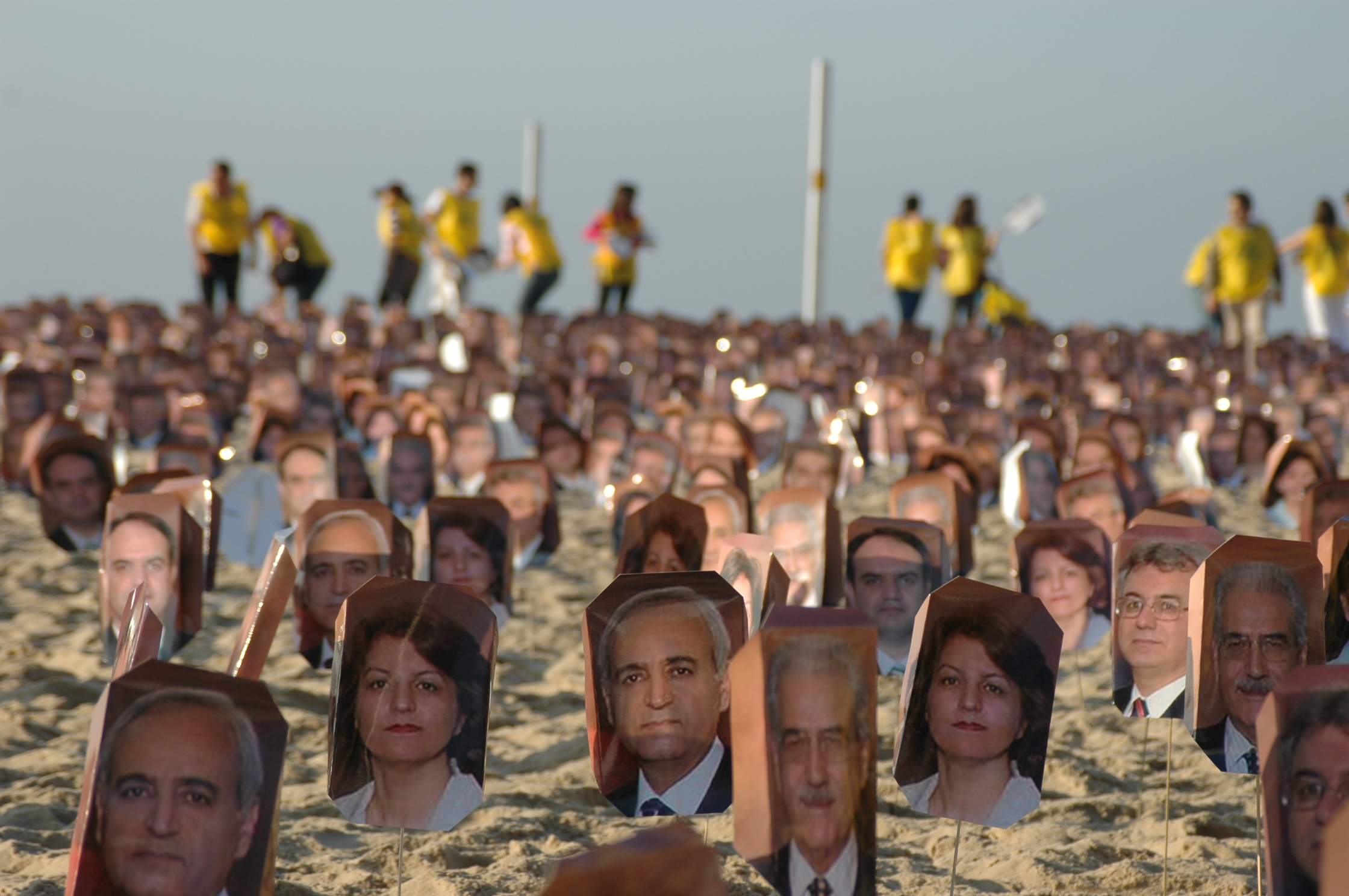
تم عرض ما يقرب من 8000 صورة لـ 7 ياران على شاطئ في البرازيل حيث تجمع 800 من مؤيدي حقوق الإنسان في مسيرة ريو دي جانيرو من أجل الحرية الدينية عام 2011 والتي دعت إيران إلى وقف اضطهاد البهائيين وغيرهم من الأقليات الدينية.

في إيران، يُفترض أن يتمتع المعتقلون المتهمون بحق طلب الكفالة والإفراج عنهم ريثما تُحاكمهم المحكمة، إلا أنه ورغم الطلبات العديدة، حُرّم هؤلاء الأعضاء البهائيين من الكفالة باستمرارٍ. كما مُنع السبعة من الاتصال بمحامين لأكثر من عامٍ، ثم لم يُسمح لهم إلا بساعةٍ واحدةٍ بالكاد للتواصل قبل بدء محاكمتهم. وفي النهاية، بدأت محاكمتهم في 12 يناير/كانون الثاني 2010م، تلتها جلستان أخريان في فبراير/شباط وأبريل/نيسان 2010م. ثم في 7 أغسطس/آب 2010م، ودون تقديم أي دليلٍ لإثبات التهم النهائية، ورغم أن جماعة "ياران" كانت تخدم إخوانها المؤمنين في احتياجاتهم الروحية والاجتماعية بعلم الحكومة الكامل وإذنها لمدة 25 عامًا تقريبًا، أدانت المحكمة الثورية في طهران السبعة جميعًا بتهم "التجسس لصالح إسرائيل" و"إهانة المقدسات الدينية" و"الدعاية ضد النظام"، وحكمت على كل واحدٍ منهم بالسجن 20 عامًا. دعت منظمة العفو الدولية على الفور إلى إطلاق سراحهم، واصفةً الحكم بأنه "مظهرٌ مؤسفٌ ومُدانٌ للتمييز المُتجذّر ضد البهائيين من قِبل السلطات الإيرانية". في سبتمبر/أيلول 2010م، برّأت محكمة الاستئناف عائلة ياران من بعض التّهم، بما في ذلك التجسس، وخفّضت عقوبتهم إلى عشر سنواتٍ. إلا أن السلطات الإيرانية أعادت في مارس/آذار 2011م حُكم السجن لمدة عشرين عامًا.
في عام 2013م، اعتمدت إيران قانون عقوباتٍ جديدٍ. وعندما تم تطبيق شروط القانون الجديد أخيرًا بعد تأخيرٍ كبيرٍ على ياران في نوفمبر 2015م، تم تخفيف أحكامهم مرةً أخرى من 20 إلى 10 سنواتٍ. وعلى الرغم من أن السبعة كانوا مؤهلين بوضوحٍ للإفراج الفوري في ذلك الوقت، بالنظر إلى الأحكام الأخرى للقانون الجديد فيما يتعلق بالإفراج المشروط لأولئك الذين قضوا نصف مدة عقوبتهم على الأقل، إلا أنه لم يتم تطبيقه أبدًا على البهائيين. في 18 سبتمبر 2017م، كانت مهوش ثابت، أول من تم اعتقاله من مجموعة ياران في 5 مارس 2008م، أول من تم إطلاق سراحه بعد 10 سنواتٍ من السجن غير العادل. ثم تم إطلاق سراح الستة المتبقين من ياران، والذين تم اعتقال كلٌ منهم في 14 مايو 2008م، ببطءٍ على مدى أكثر من عامٍ؛ وفي 20 ديسمبر 2018م، كان عفيف نعيمي آخر من تم إطلاق سراحه من مجموعة ياران السابقة. رغم إطلاق سراح هؤلاء البهائيين أخيرًا من السجن، إلا أن الاضطهاد اليومي المتواصل ضد كلٍّ منهم وجميع أتباع دينهم في إيران لا يزال مستمرًا دون هوادةٍ. كان سجن هذه المجموعة، وخاصةً قصة فريبا كمال آبادي، موضوع الفيلم الوثائقي للمخرج الأفغاني الأمريكي ميثاق كاظمي.

### القمع، وإنكار حقوق الإنسان، والجهود الرامية إلى القضاء عليها
توثق العديد من التقارير والبيانات الصادرة عن الأمم المتحدة وهيئاتها المختلفة المعنية بحقوق الإنسان، والحكومات الوطنية المعنية ووكالاتها، والعديد من المنظمات غير الحكومية وجماعات حقوق الإنسان، والمجتمع البهائي الدولي نفسه بالتفصيل العديد من الحالات والطرق التي اضطهد بها النظام الإسلامي الإيراني ويستمر في تعذيب أعضاء الديانة البهائية في إيران. الحالات المحددة لا تعدّ ولا تحصى ولا يمكن مراجعتها في مقالٍ عامٍ؛ ومع ذلك، يتم ذكر العديد من المجالات الصارخة بشكلٍ خاصٍ للاضطهاد المنهجي المستمر في إيران ضد أعضاء الديانة البهائية في البلاد أدناه.

#### القمع الثقافي والاجتماعي
في فبراير 1979م، تم الاستيلاء على أصول شركتين مملوكتين للبهائيين منذ فترةٍ طويلةٍ في وقتٍ واحدٍ؛ نونهالان، التي بدأت كبنك ادخارٍ للأطفال البهائيين في عام 1917م ثم نمت معهم لتحتوي على أموال لما يقدر بنحو 15000 بالغٍ، بالإضافة إلى المؤسسات البهائية المحلية والوطنية؛ وأمناء، وهي شركةٌ قابضةٌ قانونيةٌ لحوالي 1000 عقارٍ ومبنى بهائيٍ جماعيٍ بما في ذلك الأماكن المقدسة المرتبطة بمؤسسي الديانة البهائية؛ والعديد من مقابر البهائيين؛ ومستشفى كبيرٍ في طهران يرعى الناس من جميع الأديان ويعالج الفقراء مجانًا؛ ومرافق للاجتماعات البهائية والعبادة. تمت مصادرة جميع الأصول والوثائق القانونية ذات الصلة بالحسابات وصكوك الملكية، دون أي مقابلٍ ماليٍ للمالكين القانونيين، ووضعت تحت سيطرة الحكومة. بفضل سجلات أمناء، تمكنت الحكومة من تحديد جميع المواقع المهمة للبهائيين في إيران بسرعةٍ وسهولةٍ، والاستيلاء عليها.

بيت الباب في شيراز، قبل هدمه

في مارس/آذار وأبريل/نيسان 1979م، بدأت الحكومة في مصادرة أو تدمير الممتلكات أو المعالم الدينية البهائية في جميع أنحاء إيران، وكان أهمها بيت الباب في شيراز—المكان الذي أعلن فيه الباب رسالته لأول مرةٍ في عام 1844م، ومكان الحج الموقر للبهائيين في جميع أنحاء العالم. في 26 أبريل 1979م، أبلغ الحرس الثوري جماعة البهائيين في شيراز أن الممتلكات وضعت تحت المراقبة "من أجل حمايتها ومنع الضرر المحتمل" لها. أصبحت النوايا الحقيقية للنظام واضحةً في الأول من سبتمبر/أيلول 1979م عندما بدأت عمليات هدم المباني المحيطة بالممتلكات؛ وبعد أسبوعٍ بدأت السلطات في تدمير بيت الباب نفسه. وفي عام 1981م تم تحويل الموقع إلى طريق وساحةٍ عامةٍ، وفي وقتٍ لاحقٍ تم بناء مسجدٍ عليه. منذ هدم بيت الباب، قامت السلطات الإيرانية بتدمير كل الأماكن البهائية المقدسة في إيران تقريبًا، بما في ذلك منزلٍ أثريٍ في طهران حيث ولد فيه بهاءالله، ومواقع مهمةٍ أخرى مرتبطةً بتاريخ البابية والبهائية. وقد أدى تدمير هذه المواقع في بعض الأحيان إلى بناء المساجد في مكانها كأعمالٍ متعمدة من الانتصار.

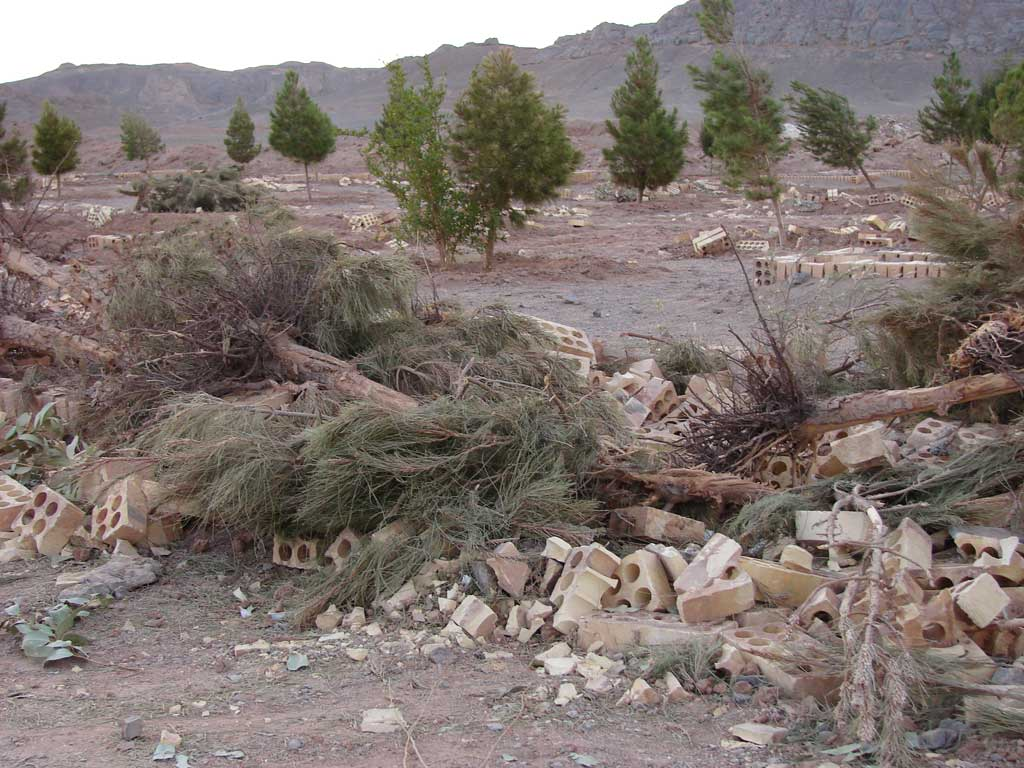
مقبرة البهائيين في يزد بعد تدنيسها من قبل الحكومة الإيرانية

من الوسائل الأخرى لتجريد البهائيين من هويتهم الثقافية، ومحو روابطهم بتراثهم ككل، التدنيس الممنهج للمقابر البهائية في جميع أنحاء البلاد، أو تدنيسها، أو تدميرها من خلال التخريب وتدمير المرافق، مع تحطيم شواهد القبور، ونبش الجثث أو تركها مكشوفةً. قبل تدميرها وهدم أكثر من 15،000 قبرٍ، اشتهرت مقبرة البهائيين في طهران بكونها من أجمل الأماكن في العاصمة. عندما زارت الملكة إليزابيث الثانية إيران في عهد الشاه الراحل، تضمن برنامج رحلتها "جولةً بصحبة مرشدٍ سياحيٍ إلى هذا المكان لتُطلعها على جماله، وإلى مستشفى بهائيٍ [يديره] لعرض نوعية الخدمات الطبية [العالمية المستوى] المقدمة للإيرانيين". لا تسمح الحكومة الإسلامية بدفن البهائيين في مقابر المسلمين لأنهم يُعتبرون كفارًا "نجسين". عندما يُسمح لهم بتأمين مكانٍ لدفن موتاهم، غالبًا ما يحرم مسؤولو المقابر البهائيين من حقهم في الدفن وفقًا للشريعة البهائية. وعندما يدفن المسؤولون البهائيين بأنفسهم، لا تُبلغ عائلاتهم عادةً بمكان أحبائهم إلا بعد إتمام مراسم الدفن. منذ أغسطس/آب 2005م، وقع ما لا يقل عن 83 هجومًا على مقابر البهائيين في جميع أنحاء إيران، مما أدى إلى تدمير القبور وإحداث أضرارٍ جسيمةٍ. ولم يُعاقب أي فردٍ أو جماعةٍ مسؤولةٍ عن هذه الاعتداءات.
كشف الممثل الخاص للأمم المتحدة المعنيّ بحالة حقوق الإنسان في الجمهورية الإسلامية الإيرانية عن السياسة الإيرانية الرسمية تجاه مواطنيها البهائيين عام 1993م، وذلك عندما حصل على مذكرةٍ حكوميةٍ سريةٍ صُدرت عام 1991م. هذه الوثيقة، التي أصدرها المجلس الثقافي الثوري الأعلى في إيران، ووافق عليها المرشد الأعلى علي خامنئي شخصيًا، والمُصنّفة "سرية"، دليلٌ مباشرٌ على أن ما كان يحدث للبهائيين في إيران كان موجهًا من أعلى مستويات الحكومة. تُفصّل الوثيقة، المعنونة "المسألة البهائية"، استراتيجياتٍ وتعليماتٍ دقيقةٍ، وتنصّ على أن "تعامل الحكومة مع [البهائيين] يجب أن يكون بطريقةٍ تُعيق تقدمهم وتطورهم". إنها تسعى إلى "حرمانهم من أي منصبٍ نفوذيٍ، مثل القطاع التعليمي، وما إلى ذلك"؛ وتشير إلى أن النظام يهدف إلى إبقاء البهائيين "أُميين وغير متعلمين، يعيشون فقط على مستوى الكفاف" من خلال سلسلةٍ من التدابير القمعية التي تقيّد الحياة التعليمية والاقتصادية والثقافية للبهائيين الإيرانيين. الخطّة التي تنصّ عليها تم "تنفيذها بهدوءٍ، حتى مع عرض حكومة الرئيس محمد خاتمي صورة الاعتدال في جميع أنحاء العالم".
لا تزال هذه المذكرة سارية المفعول حتى اليوم. من خلال المداهمات العشوائية للمنازل والاعتقالات غير القانونية والاحتجازات التعسفية وانتهاكات الإجراءات القانونية الواجبة من قبل وكالات الحكومة الإيرانية، فإن أعضاء الديانة البهائية يقعون باستمرارٍ ضحايا لجهود قمعهم وترهيبهم. لا يوجد أي مكانٍ في إيران يتمتع البهائيون بحرية ممارسة دينهم دون مضايقةٍ. تُحظر التجمعات البسيطة للصلاة أو الاجتماعات الدينية أو الجهود المبذولة لخدمة الآخرين. منذ انتخاب حسن روحاني لرئاسة إيران عام 2013م، تم توثيق ما لا يقل عن 498 حالة اعتقالٍ للبهائيين و95 استدعاءً إلى السجن. في العام الذي سبق أغسطس 2020م وحده، كان هناك ما لا يقل عن 66 حالة اعتقالٍ. منذ بداية جائحة كوفيد-19، أصدرت المحاكم أحكامًا مطولةً بشكلٍ متزايدٍ بتهمٍ زائفةٍ موجهةٍ ضد البهائيين، مما يعرّض حياتهم لخطرٍ جسيمٍ في نظام السجون المكتظة في البلاد.

#### الحرمان من الحق في التعليم
إن حرمان البهائيين من حقهم في التعليم العالي أداةٌ تستخدمها الحكومة الإيرانية ضدّ كثيرين ممن تتعارض أيديولوجيتهم مع سلطة رجال الدين الحاكمين أو تُهدّدها؛ إلا أن البهائيين هم الفئة الوحيدة التي تواجه حرمانًا جماعيًا واسع النطاق من هذا الحق. وتُعتبر جهود الحكومة الإيرانية لحرمان البهائيين من حقهم في التعليم جزءًا من جهودها المُنسّقة للقضاء على الجماعة البهائية كعنصرٍ حيويٍ في المجتمع الإيراني.
بعد فترةٍ وجيزةٍ من الثورة الإيرانية عام 1979م، طُرد عددٌ كبيرٌ من الطلاب البهائيين، من جميع مستويات النظام التعليمي من المرحلة الابتدائية إلى الثانوية والجامعية، من المدارس ومنعوا من مواصلة تعليمهم. وبالمثل، طُرد أساتذة وأعضاء هيئة التدريس البهائيين من جميع الجامعات والمؤسسات الأكاديمية في البلاد. في الثمانينيات، واستجابةً جزئيًا للضغوط الدولية، سُمح لأطفال المدارس الابتدائية والثانوية بالعودة إلى الدراسة. ومع ذلك، وحتى الوقت الحاضر، حافظت الحكومة على حظر دخول الشباب البهائي إلى الكليات والجامعات العامة والخاصة. صدر المرسوم الرسمي الذي يمنع الطلاب البهائيين من القبول في الجامعات العامة عام 1981م. في ذلك العام، أنشأت الجامعات نظام قبولٍ جديدٍ لا يُقبل فيه إلا الأفراد الذين يحددون أنفسهم بإحدى الديانات الأربع المعترف بها في دستور النظام الإسلامي. تجلّت الطبيعة المنهجية للسياسة الحكومية التحيزية بوضوحٍ تامٍ في مذكرةٍ خاصةٍ رفيعة المستوى عام 1991م أعدها المجلس الثوري الإيراني ووافق عليها آية الله خامنئي، والتي تنصّ على أن "تعامل الحكومة مع [البهائيين] يجب أن يكون بطريقةٍ تمنع تقدمهم وتطورهم... ويمكن تسجيلهم في المدارس شريطة ألا يكونوا قد عرّفوا أنفسهم كبهائيين... ويفضل تسجيلهم في مدارس ذات أيديولوجيةٍ دينيةٍ قويةٍ ومهيبةٍ... ويجب طردهم من الجامعات، إما أثناء عملية القبول أو أثناء دراستهم، بمجرد أن يُعرف أنهم بهائيون".
إن قول الحكومة الإيرانية، كما فعلت، إنه إذا حدّد البهائيون أنفسهم كمسلمين في امتحانات القبول فسوف يُسمح لهم بالتسجيل هو قولٌ غير صادقٍ، حيث من المعروف أن البهائيين يرفضون إخفاء معتقداتهم من حيث المبدأ الديني. وتأكيدًا لهذه النتائج، وجد تحقيق أجرته منظمةٌ دوليةٌ تدعى لجنة العلماء المعنيين [الإنجليزية] أن مسؤولي الجامعات في إيران "تلقوا أوامر من أعلى بعدم تصحيح اختبارات الطلاب البهائيين"، أو أن هؤلاء المسؤولين اقترحوا أن الطالب سوف يتلقى درجات اختباره فقط إذا تخلت أسرته عن إيمانها. وطالبت اللجنة "بالنشر الكامل لجميع نتائج الاختبارات دون تمييز".

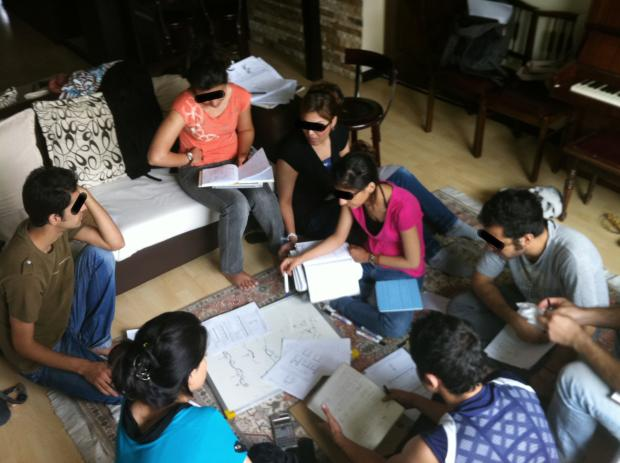
طلاب المعهد البهائي للتعليم العالي يواصلون تعليمهم في غرفة المعيشة

ردًا على حملة الحكومة لحرمان الشباب تمامًا من الوصول إلى التعليم العالي، أنشأت الجماعة البهائية في إيران المعهد البهائي للتعليم العالي (BIHE) في عام 1987م؛ وقد تم وصفه بأنه "عملٌ متقنٌ للحفاظ على الذات الجماعية"، و"التعريف الأساسي للمرونة البنّاءة". وعلى الرغم من الاعتقالات العديدة والمداهمات الدورية وسجن المتورطين عدة مراتٍ والمصادرة الجماعية لمعدات المدارس والمضايقات العامة، فقد واصل المعهد البهائي للتعليم العالي وحتى توسع في عملياته. وقد حظي المعهد البهائي للتعليم العالي بالكثير من الثناء لتقديمها استجابةً سلميةً وإبداعيةً وبناءةً للقمع المستمر. باعتبارها جامعةً مفتوحةً فريدةً من نوعها، لامركزيةٌ إلى حدٍ كبيرٍ، يستخدم المعهد البهائي للتعليم العالي هيئة تدريسٍ متطوعين غير مدفوع الأجر، تم فصل العديد منهم من العمل كأستاذة في الجامعات الإيرانية عندما تم تطهير البهائيين بشكلٍ مطردٍ من مناصبهم في المؤسسات التي تديرها الحكومة. في إيران، يوجد لدى المعهد البهائي للتعليم العالي حاليًا "خمس كلياتٍ بها 5 برامج مشاركٍ، و18 برنامجًا لدرجة البكالوريوس و14 برنامجًا للدراسات العليا"، وتقدم أكثر من 1050 دورةً في الفنون والعلوم. مع ما يقرب من ألفٍ من أعضاء هيئة التدريس والموظفين الإداريين، يقبل المعهد البهائي للتعليم العالي الآن حوالي 450 طالبًا في برامجها في السنة الأولى. يجب على جميع المتقدمين "الامتثال لنفس المعايير الأكاديمية الصارمة مثل الطلاب الآخرين في إيران"، ويجب عليهم "اجتياز امتحان القبول الوطني، وتلبية جميع المتطلبات الأكاديمية للمعهد البهائي للتعليم العالي ". لقد اكتسبت معايير المعهد البهائي للتعليم العالي العالية سمعةً دوليةً معترفًا بها للجودة الأكاديمية، ويشهد على ذلك حقيقة أن خريجيها "تم قبولهم في أكثر من 100 برنامج دراساتٍ عليا جامعيةٍ مختلفةٍ خارج إيران"، والعديد منها معترفٌ بها على أنها من بين الأفضل في العالم.
منذ إنشائها، اجتذبت مكونات المعهد البهائي للتعليم العالي عبر الإنترنت أعدادًا متزايدةً من الأساتذة المتطوعين خارج إيران؛ والمعروفين باسم "أعضاء هيئة التدريس العالميين التابعين" (AGF)، ويعمل هؤلاء المتطوعون مع زملائهم داخل إيران "للمساعدة في تطوير وتنفيذ وتدريس دورات المعهد البهائي للتعليم العالي". يقيم أساتذة AGF الحاصلون على درجة الدكتوراه في أفريقيا وآسيا وأستراليا وأوروبا وأمريكا اللاتينية وأمريكا الشمالية؛ وهذا التنوع في هيئة التدريس هو "أحد السمات الفريدة والمثيرة للإعجاب" في المعهد البهائي للتعليم العالي. بالإضافة إلى التدريس، يساعد أعضاء هيئة التدريس العالميين التابعين المعهد البهائي للتعليم العالي كباحثين ومستشارين. بعد أربعة عقودٍ من الزمن، لا تزال حكومة إيران تواصل مضايقة واعتقال وسجن البهائيين المرتبطين بجهود الدين البهائي لتعليم الشباب في إيران. على الرغم من أن دستور إيران يصف الحصول على التعليم بأنه حقٌ أساسيٌ لمواطنيها، وقد صادقت الحكومة الإيرانية على الإعلان العالمي لحقوق الإنسان والعهد الدولي للأمم المتحدة بشأن الحقوق الاقتصادية والاجتماعية والثقافية، إلا أن البلاد تواصل حرمان البهائيين من حقوقهم التعليمية بشكلٍ علنيٍ وسرّيٍّ.

#### الاضطهاد الاقتصادي
منذ تأسيسه، سعى النظام الإسلامي جاهدًا إلى حرمان البهائيين من حقهم في العمل والتوظيف، في انتهاكٍ صارخٍ للمادة 23.1 من الإعلان العالمي لحقوق الإنسان والجزء الثالث والمادة 6 من العهد الدولي الخاص بالحقوق الاقتصادية والاجتماعية والثقافية. بعد الثورة الإسلامية بفترةٍ وجيزةٍ، أصدرت الحكومة المركزية تعميماتٍ في جميع أنحاء إيران تنصّ على عزل البهائيين من جميع وظائف الخدمة المدنية ما لم يعتنقوا الإسلام. في 30 يونيو/حزيران 1980، صدر مرسوم يُعلن تحريم دفع رواتب الخزينة العامة للبهائيين (باعتبارها مسألةً دينيةً)، وبعد ذلك، فقد البهائيون المتقاعدون الذين كانوا يتقاضون معاشاتٍ تقاعديةٍ هذه الرواتب. استمر حرمان البهائيين من حقهم في العمل العام دون هوادةٍ؛ وبحلول عام 1987م، "فقد أكثر من 11،000 موظفٍ حكوميٍ بهائيٍ وظائفهم نتيجةً للتشريعات المناهضة للبهائيين".
في عام 1980م، بدأت المحاكم الثورية الإيرانية بتمكين السلطات المحلية من مصادرة الممتلكات الخاصة بالبهائيين الأفراد. في بعض الحالات، سُمح للأفراد الذين صودرت ممتلكاتهم بالانتفاع بها حتى وفاتهم، ولكن عند الوفاة، لا يرثها إلا أحد أفراد الأسرة المسلمة. "إذا لم يُعثر على قريبٍ مسلمٍ، تُنقل الملكية تلقائيًا إلى ملكية منظمة الإمام الخميني الخيرية." منذ عام 2006م، طُلب من مختلف الجمعيات التجارية والنقابات ومجموعات الأعمال إعداد قوائم بالبهائيين في جميع أنواع الوظائف الخاضعة لسلطتها. في العديد من المدن، تُغلق السلطات بشكلٍ منهجيٍ المتاجر المملوكة للبهائيين بأوهى الذرائع. تُثبت الوثائق الرسمية مجددًا أن هذه الانتهاكات ليست معزولةً أو تعسفيةً، بل هي مسألةٌ سياسةٌ حكوميةٌ راسخةٌ. في رسالةٍ مؤرخةٍ 9 أبريل/نيسان 2007، صادرةٍ عن مكتب مراقبة الأماكن العامة في طهران، أُكّدت الأوامر الموجهة إلى قادة الشرطة ورؤساء الاستخبارات والأمن في جميع أنحاء المحافظة، والتي تنصّ على "منع أعضاء "الطائفة البهائية المنحرفة" من ممارسة بعض المهن. وتنصّ الرسالة على منع البهائيين من الحصول على تصاريح وتراخيص عملٍ لأكثر من 25 نوعًا من الأعمال المدرجة تحديدًا، ومنعهم من ممارسة أي "أعمالٍ تجاريةٍ عالية الدخل" أخرى".
في مئات الحالات، اتخذت السلطات تدابير تجعل من الصعب للغاية على البهائيين كسب عيشهم البسيط. "تشمل الحوادث إغلاق المتاجر بشكلٍ تعسفيٍ، والفصل التعسفي، وإلغاء تراخيص الأعمال التجارية فعليًا أو تهديدًا بذلك، وإجراءات أخرى لقمع النشاط الاقتصادي للبهائيين". أفاد أحد المقررين الخاصين للأمم المتحدة الذي يحقق في قضايا حقوق الإنسان في إيران في عام 2016م أنه "لا يزال يتلقى تقارير مقلقةٍ تفيد بأن السلطات تواصل ممارسة أنشطةٍ تحرّم البهائيين من حقهم في العمل، بما يتماشى مع التوجيه الصادر عن المجلس الأعلى للثورة الثقافية في عام 1991م. تقيّد هذه السياسات أنواع الأعمال والوظائف التي يمكن للمواطنين البهائيين ممارستها، وتدعم إغلاق الشركات المملوكة للبهائيين، وتضغط على أصحاب الأعمال لطرد الموظفين البهائيين وتدعو إلى مصادرة أعمالهم وممتلكاتهم".
منذ تولي الرئيس روحاني السلطة في عام 2013م، تم توثيق ما لا يقل عن 1080 حادثة اضطهادٍ اقتصاديٍ أو تمييزٍ، ووقعت 31 حادثة في العام الذي سبق أغسطس 2020م. ومن الأمثلة على ذلك قرار المحكمة الخاصة في 4 نوفمبر 2019م للمادة 49 من الدستور "بمصادرة جميع الممتلكات التي تخص البهائيين في قرية إيفل"—وهي الممتلكات التي كانت في حوزة البهائيين منذ منتصف القرن التاسع عشر.

#### التحريض على الكراهية
على مدى عقود، تزايدت جهود النظام الإسلامي لإثارة الكراهية وانعدام الثقة والتعصب والعنف ضد البهائيين بشكلٍ مطردٍ. ويشجّع بعض المسؤولين ورجال الدين علنًا اضطهاد البهائيين. في إطار التحريض المُمنهج على الكراهية، خُصّصت في الميزانيات الوطنية والإقليمية مخصصاتٌ لبرامج "تعليمية" لمواجهة الدين البهائي، وأُنشئت أجهزةٌ رسميةٌ وكُرِّست لهذا الغرض. وتُقدم المواد المُستقاة من هذه الجهود "مجموعةً واسعةً من الادعاءات الباطلة تمامًا. لطالما كان التحريض على الكراهية ضد البهائيين ركيزةً أساسيةً في حملات الحكومة لتعزيز العقيدة الدينية". ونتيجةً لذلك، يتلقى البهائيون في مختلف المجتمعات في أنحاء إيران "مكالماتٍ هاتفيةٍ تهديديةٍ ورسائل نصيةٍ ورسائل مجهولة المصدر، ويصادفون منشوراتٍ مُعاديةً للبهائية في المتاجر والمدارس وغيرها من الأماكن العامة. وفي العديد من المناطق، تُرسم كتابات الجرافيتي على جدران مقابر البهائيين ومنازلهم ومتاجرهم وبساتينهم ومركباتهم. ولا شك أن هذه المصادر الثانوية للتشهير تحتوي على نفس الأكاذيب الخبيثة واللغة المُحرضة الموجودة في وسائل الإعلام التابعة للحكومة والخاضعة لسيطرتها ومُصادقتها".
خلال العام الذي سبق أغسطس/آب 2020م، نُشرت أكثر من 9511 مقالةً أو فيديو أو صفحةً إلكترونيةً "في وسائل إعلامٍ حكوميةٍ أو ممولةٍ حكوميًا" تضمّنت دعايةً معاديةً للبهائيين. وفي جميع الحالات، كان النشر برعايةٍ و/أو موافقةٍ من الدولة. "منذ أغسطس/آب 2016م، أصدر مئات الشخصيات المؤثرة، بمن فيهم رجال دينٍ وشخصياتٍ دينيةٍ وأكاديميين ومحررين وممثلن حكوميين، خطاباتٍ ومقالاتٍ وتصريحاتٍ مكتوبةً ضد البهائيين" نُشرت على "مواقع إلكترونيةٍ لمؤسساتٍ إعلاميةٍ مختلفةٍ تابعةٍ للحكومة الإيرانية". ولأن الحكومة تمنع البهائيين من الوصول إلى وسائل التواصل مع الجمهور في إيران، فإنهم عاجزون عن دحض الأكاذيب والمعلومات المضللة التي تُروّج ضدهم وضد دينهم. في 26 مارس 2018م، أصدر المرشد الأعلى الإيراني علي خامنئي على موقعه الإلكتروني فتوى دينيةٍ جديدةٍ بشأن "الاختلاط والتعامل مع البهائيين"، حيث نصّ على "يجب عليك تجنب أي ارتباطٍ أو تعاملٍ مع هذه الطائفة المنحرفة والضالة".

## ردود الفعل على اضطهاد البهائيين في إيران

### الدعم الدولي للبهائيين في إيران
لم يمضِ وقتٌ طويلٌ على تدمير النظام الإسلامي لبيت الباب عام 1979م، وما تلاه من اختطافٍ وقتل جميع أعضاء المحفل الروحاني المركزي التسعة الذين كانوا يخدمون آنذاك في إيران ما بعد الثورة، حتى بدأت العديد من الهيئات الحكومية الأجنبية ومنظمات حقوق الإنسان وشخصياتٍ بارزة حول العالم بإدانة اضطهاد إيران للبهائيين ودينهم في ذلك البلد. في 10 سبتمبر 1980م، أعربت اللجنة الفرعية لمنع التمييز وحماية الأقليات عن "قلقها العميق" إزاء اضطهاد البهائيين في إيران، وهو أول قرارٍ من نوعه تصدره هيئةٌ تابعةٌ للأمم المتحدة.
لقد كان إدانة كافة جوانب الاضطهاد الشامل والمتواصل الذي تمارسه إيران ضد مجتمع البهائيين أمرًا واسع النطاق وعالميًا ومستمرًا منذ عام 1979م. وقد أعربت الجمعية العامة للأمم المتحدة وهيئات الأمم المتحدة المختلفة والبرلمان الأوروبي ومجلسي الكونجرس الأمريكي ورؤساء الدول والبرلمانيون والممثلون الذين يخدمون العديد من الدول الأخرى بوضوحٍ عن إدانتهم لتصرفات حكومة إيران تجاه مواطنيها البهائيين. وعلى مر السنين، أضاف عددٌ متزايدٌ من الإيرانيين داخل إيران وخارجها أصواتهم للتنديد بالاضطهاد. في نوفمبر 2018م، أدانت مجموعةٌ من المثقفين المسلمين الإيرانيين "الانتهاك المنهجي والمتجذر لحقوق المواطنين البهائيين" ووصفته بأنه "غير إنسانيٍ ومخالفٍ للالتزامات الدينية والأخلاقية".
وفقًا للجامعة البهائية العالمية، "في كل منعطفٍ خلال العقود الأربعة الماضية من الاضطهاد المنهجي ضد البهائيين في إيران، كان رد الفعل الدولي والصراخ حاسمًا في منع تصعيد العنف".

### الردّ البهائي
وعلى الرغم من حقيقة أن البهائيين هم الأقلية غير المسلمة الوحيدة في إيران التي تقبلت مكانة محمد الإلهية وتعترف بصحة القرآن، فقد تم حرمانهم باستمرارٍ من الحقوق المدنية الأساسية الممنوحة للأقليات الدينية الأخرى في البلاد. منذ عام 1844م، كان الأفراد والمجتمعات البهائية في إيران هدفًا لموجاتٍ متكررةٍ من الدعاية العدائية والرقابة، والنبذ الاجتماعي والاستبعاد، والحرمان من التعليم، والحرمان من العمل، والحرمان من الإجراءات القانونية الواجبة أمام القانون، ونهب الممتلكات وتدميرها، واستيلاء الحكومة على الأصول الفردية والجماعية، والحرق العمد، والتحريض على العنف الجماعي، والاعتقالات التعسفية والسجن، والتعذيب الجسدي والنفسي، والتهديدات بالقتل، والإعدامات، والاختفاء—وكلها تهدف إلى إفناء المجتمع.

بدءًا من العنف الشديد الذي اتسمت به السنوات الأولى للدين في منتصف القرن التاسع عشر، عاشت أجيالٌ من البهائيين الإيرانيين وعانت، في ظل الملوك ورجال الدين، "كأقليةٍ مضطهدةٍ وضعيفةٍ، تعاني من نوباتٍ متكررةٍ من الاضطهاد العنيف. وقد كانت هذه النوبات مدفوعةٌ بالتحريض من المنابر وكذلك الدعاية الإعلامية التي تعكس جهدًا مدروسًا لتسميم المشاعر العامة تجاه البهائيين ولتخويف الإيرانيين المنصفين والمتعاطفين الذين قد يضطرون للدفاع عنهم". وعلى الرغم من الاضطهاد الشديد على مدى ما يقرب من ثمانية عشر عقدًا، فإن البهائيين في إيران "رفضوا تبني ثقافة الضحية أو الرد على مضطهديهم بالكراهية،" وبدلاً من ذلك واجهوا المعارضة دائمًا بالصمود و"المرونة البناءة". في كتاباته، شجع بهاءالله وأشاد مثل هذه الاستجابة بين المؤمنين الأوائل، مما ألهم المؤمنين من الأجيال اللاحقة: 
«الحمد لله أنكم لم تظلموا وأنتم مظلومون، وأنكم لم ترغبوا في إيذاء أحدٍ مع أنكم أُصبتم بأذى بالغٍ، وأنكم برحمةٍ بالغةٍ توسلتم إلى الله رحمة للعالمين مع أنكم شهدتم هجمة القسوة، وأنكم تمنيتم الحرية مع أنكم سجنتم. [ثم نصحهم قائلاً] "... ألا تتنازلوا عن هذا المقام الرفيع، وألا تتجاوزوا حدود الإنسانية، وأن تتركوا أخلاق الوحوش والوحوش لأمثالها.... من خلال أعمالكم الطاهرة وأخلاقكم الطاهرة، ستشرق أنوار العدالة، التي حجبها ظلم الطغاة وأخفاها، إشراقًا لا محالة... 
وبدلاً من "الاستسلام للقمع، توجّه البهائيون بشجاعةٍ إلى نفس المسؤولين الذين يسعون إلى اضطهادهم"، مستشهدين بالتعاليم الإسلامية عند التعامل مع الاضطهاد الديني واستخدام "المنطق القانوني القائم على القانون الإيراني ودستور البلاد" عند السعي للحصول على حقوقهم المشروعة من السلطات الحكومية. في كتابات بهاءالله، يشير "التمكين"، عند مقارنته بـ"الظلم"، إلى أن "التمكين بحد ذاته هو السبيل للقضاء على الظلم. ينبع هذا التمكين من إدراك القوة الباطنية للروح وتحقيقها؛ ولا يمكن بلوغه بالسيف أو بأي شكلٍ من أشكال الإكراه، بل من خلال اليقظة والوعي الروحي فقط". وبالتالي، بالنسبة للبهائيين، لا يُعالج الاضطهاد "بالغضب أو الكراهية ضد الظالمين، بل بالحب الشامل لجميع الناس والإيمان بكرامة وقدسية الجنس البشري بأكمله. ومن هذا المنظور، يُعارض المرء الظلم ليس لإذلال الظالم، بل للمساعدة في استعادة كرامة وحقوق المظلومين الإنسانية، وكذلك لمساعدة الظالم على التغلب على الاغتراب الذاتي، وتجريد الذات من إنسانيتها، وقمعها. يتطلب هذا النهج رفض ليس فقط العنف الجسدي، ولكن أيضًا عنف اللغة والمشاعر.
في السنوات الأخيرة، أدان عددٌ متزايدٌ من الدول ومنظمات حقوق الإنسان والأشخاص في جميع أنحاء العالم الحكومة الإيرانية لاضطهادها المنهجي المستمر للبهائيين. وفي إيران نفسها، أعرب عددٌ متزايدٌ من الأفراد، "بما في ذلك المثقفون والصحفيون والناشطون وصناع الأفلام والفنانون وعددٌ من رجال الدين"، عن دعمهم لحقوق البهائيين، معترفين بأن وضع البهائيين في ذلك البلد "يمثل اختبارًا حاسمًا لحالة ذلك المجتمع وقدرته على حماية حقوق كل مواطنٍ". وبالمثل، "يدعم المواطنون العاديون بشكلٍ متزايدٍ أصدقائهم وجيرانهم البهائيين من خلال رعاية أعمالهم أو الاحتجاج على طردهم من المدارس".
بغضّ النظر عن الصعوبات والضغوط اليومية التي يواجهونها في إيران، والجهود التي تبذلها الحكومة الإيرانية والتي تشجعهم حتى على الفرار من وطنهم، فإن العديد من البهائيين يختارون البقاء—معتقدين بشدةٍ أن "مسؤوليتهم هي المساهمة في تقدم وطنهم"، حتى لو كان ذلك بطرقٍ صغيرةٍ بالتعاون مع زملائهم المواطنين.

## الملاحظات
1. ↑  انظر اليارسانية، التي تدعي هذا أيضًا.[2][3]
2. ↑  تفاصيل "الظروف الإعجازية" المحيطة باستشهاد حضرة الباب في الفصل الثالث والعشرين (ص 500-526) من كتاب مطالع الأنوار، وهو سرد تاريخي لحياة واستشهاد حضرة الباب والعديد من كبار أتباعه الأوائل. يُقدم هذا المرجع التاريخي المهم للدين البهائي تفاصيل قيّمة عن اضطهاد البابيين/البهائيين في إيران. وقد كتبه المؤمن الأوائل الشهير محمد الزرندي، المعروف باسم نبيل زرندي.
3. ↑  «بعد زيارته إلى بلاد فارس في خريف عام 1889، كتب اللورد كيرزون من كيدلستون... "يُعتقد الآن أن البهائيين يشكلون تسعة عشر جزءًا من الطائفة البابية».[44]
4. ↑  ترتبط كتابات حضرة الباب الواسعة ارتباطًا وثيقًا بكتابات حضرة بهاء الله. "تتجلى الأسس اللاهوتية للتعاليم البهائية في كتابات حضرة الباب، لذا تُعدّ هذه الكتابات أساسية لفهم العقيدة البهائية وتاريخها. لو أعاد حضرة الباب تفسير المفهوم الإسلامي للحرب المقدسة بطرقٍ تُستبعد العنف تمامًا، لألغاه بهاء الله رسميًا وبشكلٍ قاطع، جاعلًا نزع السيف (بما يترتب عليه من مبدأ المساواة والوحدة الأوسع بين جميع البشر) حجر الزاوية في الدين الذي سيُعرف للعالم باسم الدين البهائي". (Saiedi 2000) (Saiedi 2008)
5. ↑  على الرغم من أن نسبة صغيرة من كتابات بهاء الله الأصلية قد تُرجمت إلى اللغة الإنجليزية، إلا أن تلك التي تم إكمالها تشمل العديد من أعماله الأكثر أهمية.[50]
6. ↑  ومع ذلك، ظل عبد البهاء يعاني من نوبات المرض طيلة بقية حياته. (Hogenson, Lighting the Western Sky, p. 82.)
7. ↑  في عام 1933، قبل أن تُجبرهم الحكومة على الإغلاق، كان البهائيون يديرون "ما لا يقل عن 47 مدرسة ابتدائية... منها ثمانية على الأقل تضم فصولاً دراسية للمرحلة الثانوية... وحسب إحصاء أحد العلماء، بلغ إجمالي عدد الطلاب المسجلين في هذه المدارس أكثر من 4700 طالب". كانت هذه المدارس منتشرة في كل منطقة من مناطق إيران، بما في ذلك مدن رئيسية مثل همدان، وكاشان، ومشهد، وسيسآن، وطهران، وقزوين، ويزد. (انظر مقال "التركيز البهائي على تعليم الفتيات في إيران"؛ والصفحة 18 من كتيّب "الأبواب المغلقة: حملة إيران لحرمان البهائيين من التعليم العالي" الصادر عن الجماعة البهائية الدولية عام 2005).[79]
8. ↑  لا يوجد لدى البهائيين أي شكل من أشكال رجال الدين، ويتم تنسيق شؤونهم في كل مكان في العالم من قبل المؤمنين الذين يخدمون طواعية في المجالس الاستشارية الوطنية والمحلية، والمعروفة باسم "الجمعيات الروحية"، والتي يتم انتخاب أعضائها التسعة سنويًا بالاقتراع السري، دون أي ترشيحات أو إشارة إلى أفراد، لمدة عام واحد من الخدمة.[102]
9. ↑  كان أول من أعدم هو علي أكبر خورسندي، عضو المجلس البهائي المحلي في طهران والذي أُعدم شنقًا في 12 أبريل 1979. وتبع إعدامه مقتل سبعة أعضاء بارزين آخرين من المجتمع البهائي في المدينة بين مايو وديسمبر 1980: غلام حسين أعظمي، وعلي أكبر معيني، وبديع الله يزداني، ويوسف سبحاني، وياد الله محبوبيان، وذيب الله مؤمني، وبهروز سنائي. (IHRDC 2006, p. 27) وكان أول ضحية معروفة على المستوى الوطني هو البروفيسور علي مراد داودي، الذي كان يشغل آنذاك منصب الأمين العام للمجلس البهائي الوطني في إيران، والذي اختطف في نوفمبر 1979 ولم يُرَ مرة أخرى.
10. ↑  وكان أعضاء المجلس الوطني هم السيد عبد الحسين تسليمي، السيد هوشنك محمودي، السيد إبراهيم رحماني، الدكتور حسين ناجي، السيد منهير قائم مقامي، السيد عطاء الله مقربي، السيد يوسف قديمي، السيدة بهية نادري، د. كامبيز صادقزاديه. وكان عضوا المجلس المساعد هما الدكتور يوسف عباسيان والدكتور حشمت الله روحاني. (العالم البهائي، المجلد 18، الصفحات 257، 258. حيفا، إسرائيل: المركز البهائي العالمي، 1986.)
11. ↑  والمعتقلون الثمانية هم السيد مهدي أمين أمين، والسيد جلال عزيزي، والدكتور عزة الله فروهي، والسيدة زينوس محمودي، والسيد محمود مجذوب، والسيد قدرة الله روحاني، والدكتور سيروس روشاني، والسيد كامران ساميمي. ولم تكن العضوة التاسعة في المجلس السيدة جيتي قديمي وحيد حاضرة بسبب خضوعها لعملية جراحية. وتمكنت فيما بعد من الفرار من إيران. (IHRDC 2006, p. 24)
12. ↑  أينما يقيمون، يطيعون حكومتهم في الأمور الإدارية، «ولكنهم لا يقبلون أن يكون لها الحق في إملاء معتقداتهم على مواطنيها».[109]
13. ↑  هؤلاء هم أرديشير أختاري، فرهاد صدقي، أحمد بشيري، فريد بيهمردي، جهانجير هداياتي، شابور (هوشانج) مركزي، وأمير حسين ناديري.. (IHRDC 2006, pp. 34–35)
14. ↑  من بين الكثيرين الذين أُعدموا لكونهم بهائيين في شيراز، كانت هناك عشر نساء—معظمهن في العشرينيات من العمر، وأصغرهن فتاة في السابعة عشرة من عمرها. (انظر: "قصة منى" ومقال منظمة مراقبة الصحافة الإيرانية "بعد 36 عامًا: إعدام مراهق بهائي بسبب تعليمه"). أُعدمت هؤلاء النساء جماعيًا واحدة تلو الأخرى في 18 يونيو/حزيران 1983، واعتُبرت هذه النساء مستحقات للموت بتهمة "تضليل الأطفال"، وهي تهمة استندت إلى تدريسهن دروسًا أخلاقية منتظمة لأطفال البهائيين، وهو ما يعادل تدريسهن في "مدارس الأحد" في الغرب. (انظر: "شُنق بسبب تدريسه مدرسة الأحد" ومقالة "لقد ضحوا بحياتهم بدلاً من التخلي عن إيمانهم" في منظمة مراقبة الصحافة الإيرانية). لمزيد من المعلومات حول اضطهاد البهائيين في شيراز، انظر أيضًا "المجتمع المحاصر: محنة البهائيين في شيراز"، IHRDC، سبتمبر/أيلول 2007.
15. ↑  في عام 1919، أفاد جون إيسلمونت بوجود مئات الآلاف أو أكثر في إيران (سميث (2004)، البهائيون في الغرب، ص 63-72). تختلف تقديرات أعداد أتباع البهائية قبل الثورة وبعدها اختلافًا كبيرًا من مصدر لآخر، ولكن نظرًا لتعرض البهائيين للعداء الرسمي في إيران، وحظر إدارتهم، لا تُنشر معلوماتهم المحدثة. منذ الثورة الإسلامية في إيران، تُشير [https://news.bahai.org/media-information/statistics/ official المصادر البهائية الرسمية وغيرها إلى أن عدد أتباع البهائية هناك يبلغ حوالي 300 ألف.
16. ↑  السيدة فريبا كمالابادي، السيد جمال الدين خانجاني، السيد عفيف نعيمي، السيد سعيد رضائي، السيدة مهفاش ثابت، السيد بهروز توكلي، والسيد وحيد تيزفاهم.
17. ↑  تأسس مركز المدافعين عن حقوق الإنسان في طهران عام 2002 للدفاع بنشاط عن حقوق المرأة والسجناء السياسيين والأقليات في إيران. وكانت شيرين عبادي، الحائزة على جائزة نوبل للسلام عام 2003، من بين العديد من المحامين الإيرانيين البارزين الذين أسسوا المنظمة. وقد أغلقتها الحكومة الإيرانية بشكل غير قانوني عام 2010.
18. ↑  تجدون تفاصيل تأسيس المعهد البهائي للتعليم العالي وعملياته في "المعهد البهائي للتعليم العالي: استجابة إبداعية وسلمية للاضطهاد الديني في إيران"، وهو بيان مكتوب صادر عن الجماعة البهائية الدولية إلى الدورة الخامسة والخمسين للجنة حقوق الإنسان التابعة للأمم المتحدة، في إطار البند العاشر من جدول الأعمال المؤقت: الحق في التعليم. نُشر كوثيقة الأمم المتحدة رقم E/CN.4/1999/NGO/13. (وثيقة الجماعة البهائية الدولية رقم: 99-0401، جنيف، 1 أبريل/نيسان 1999؛ انظر: https://www.bic.org/statements/bahai-institute-higher-education-creative-and-peaceful-response-religious-persecution-iran).
19. ↑  وفيما يتعلق بحرمان البهائيين من حق الميراث، انظر أيضاً: "التمييز ضد الأقليات الدينية في إيران"، تقرير صادر في أغسطس/آب 2003 عن الاتحاد الدولي لحقوق الإنسان ومقره باريس، ص 14.